# 8th Air Force
La Huitième Air Force (8 AF) est une force aérienne numérotée (Eighth) du Global Strike Command de l'United States Air Force (AFGSC). Le VIII Bomber Command de l’United States Army Air Forces a été créé au début de 1942, et fin février 1944 sera baptisée Eighth Air Force. 
Au XXIe siècle, elle est située à la base de Barksdale en Louisiane. Le commandement sert comme Air Forces Strategic - Global Strike, une des composantes du Strategic Command (USSTRATCOM).
La Huitième Air Force est le cœur de la force de bombardement lourd américaine : avec les avions B-2 Spirit, le B-52 Stratofortress et le Northrop Grumman B-21 Raider.

## Historique
Cette formation a eu plus de la moitié des pertes totales durant la Seconde Guerre mondiale des USAAF, incluant 26 000 tué au combat. Tout au long de la guerre, la météo a réduit le nombre d'opérations de 45 % et dix % des avions envoyés au combat dans l'Europe de l'Ouest et l'Europe du Nord, annulèrent leur vol ou furent rappelés.

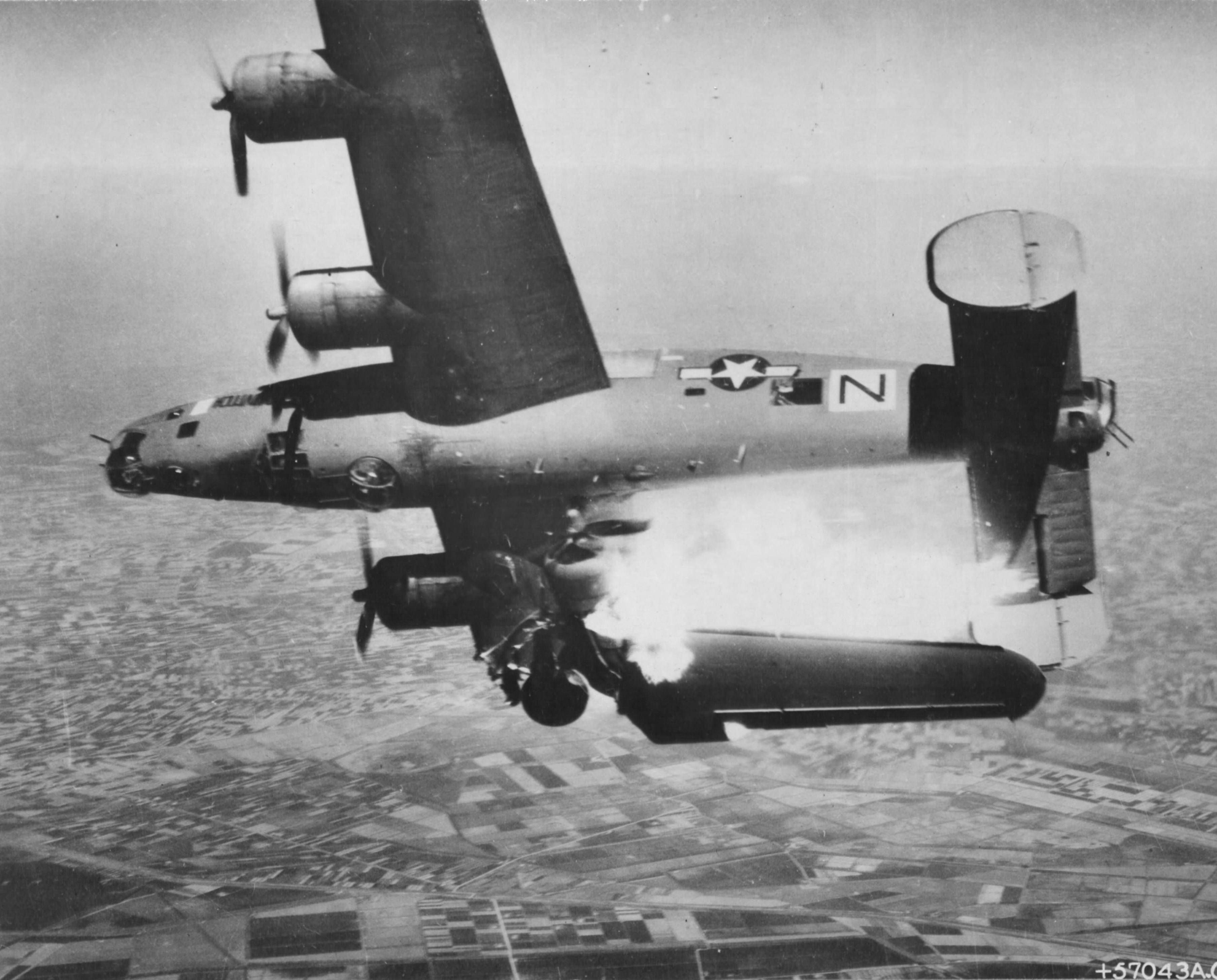
B-24, touché par la Flak.

La 8e Air Force ne trouva jamais le moyen de concilier précision et protection maximale. Ce casse-tête allait irrévocablement conduire ces bombardements intensifs aux tapis de bombes où quelques-unes d'entre elles touchaient la cible et où les autres se dispersaient un peu partout. Dans leurs écrits, Douhet et Mitchell avaient essayé de donner l'avantage aux attaquants, mais tant que la Flak et les chasseurs de la Luftwaffe (Wehrmacht) restaient redoutables, les défenseurs empêchaient toujours les bombardements d'être précis.

Haywood S. Hansell informa ses supérieurs « qu'il serait [...] plus souhaitable de revenir aux bombardements individuels, mais que le coût en était trop élevé ».

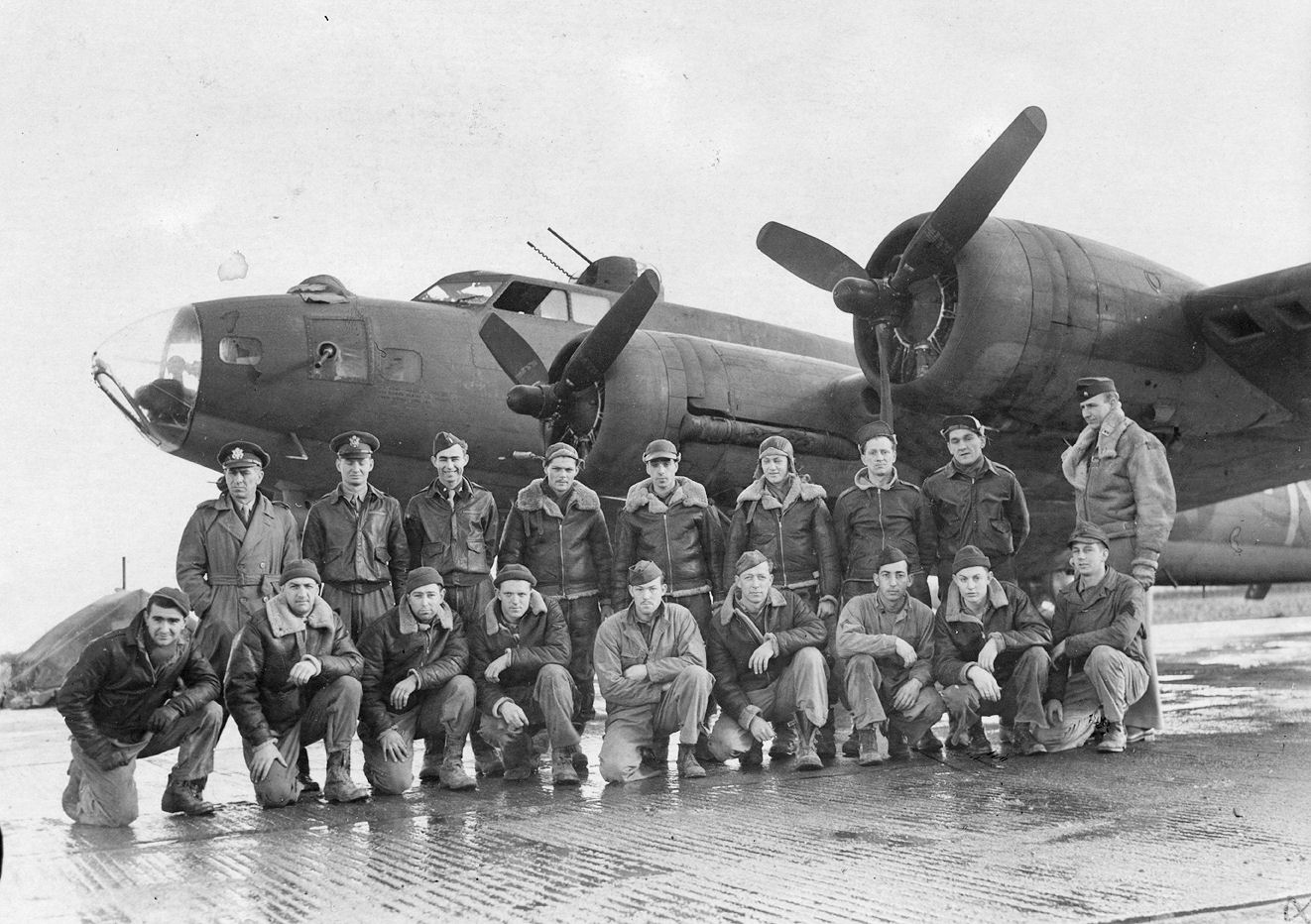
L’équipage du bombardier et l’équipe au sol du 305th Bomb Group avec leur B-17 après le premier raid de jour sur l’Allemagne.

- Giulio Douhet avait prophétisé une nouvelle forme de guerre, reposant sur l'annihilation plutôt que l'usure. Il n'avait pas prévu le genre de guerre — rapprochée, brutale et prolongée — qui était nécessaire pour maîtriser le ciel.
- Curtis LeMay — « Old Iron Ass » (cul de ferraille) pour ses hommes — pragmatique et dur, profondément sceptique, qui ne voyait et ne se préoccupait que d'opérations, de combat et de tactique, était l'homme idéal pour prendre les commandes de ses nouvelles missions.

Alors qu’il était commandé par le colonel Curtis LeMay, le 305th Operations Group (en) a été le pionnier de nombreuses formations de bombardement et de procédures de bombardement qui sont devenues les procédures opérationnelles standard de la Eighth Air Force.
En décembre 1942, le 305th Operations Group (en) de LeMay reçut l'ordre de quitter la base de Grafton Underwood (RAF Grafton Underwood (en)) pour rejoindre la nouvelle base mieux équipé à RAF Chelveston (en). À cette époque, ses équipages, qui avaient fait des progrès, se surnommaient les « On peut le faire ». Ils allaient avoir besoin de cette confiance. Leur cible suivante était l'Allemagne.

### Situation 1943
La directive Pointblank de juin 1943 réoriente l’effort de bombardement stratégique allié contre l’aviation allemande afin de la réduire au point qu’elle ne puisse plus s’opposer à l’invasion (opération Overlord) prévue de la France à la mi-1944.
En octobre 1943, dans la 8e Air Force, moins d'un homme sur quatre pouvait espérer terminer sa rotation de vingt-cinq missions de combat. Les statistiques étaient dures à lire : deux hommes sur trois pouvaient s'attendre à mourir au combat ou à être capturés. Et 17 % à être gravement blessés, victimes d'une dépression invalidante ou à mourir dans un accident d'avion au-dessus du sol anglais. 
Seuls 14% des aviateurs assignés au groupe de bombardement du commandant John C. Egan (en), à son arrivée en Angleterre en mai 1943,  parvinrent au terme de leur vingt-cinquième mission. À la fin de la guerre, la 8e Air Force comptait plus de morts - vingt-six mille - que tout le corps des US Marines. 77 % des Américains qui prirent les airs contre le Reich avant le Jour J furent victimes de la guerre.

#### Affectation hiver 1943

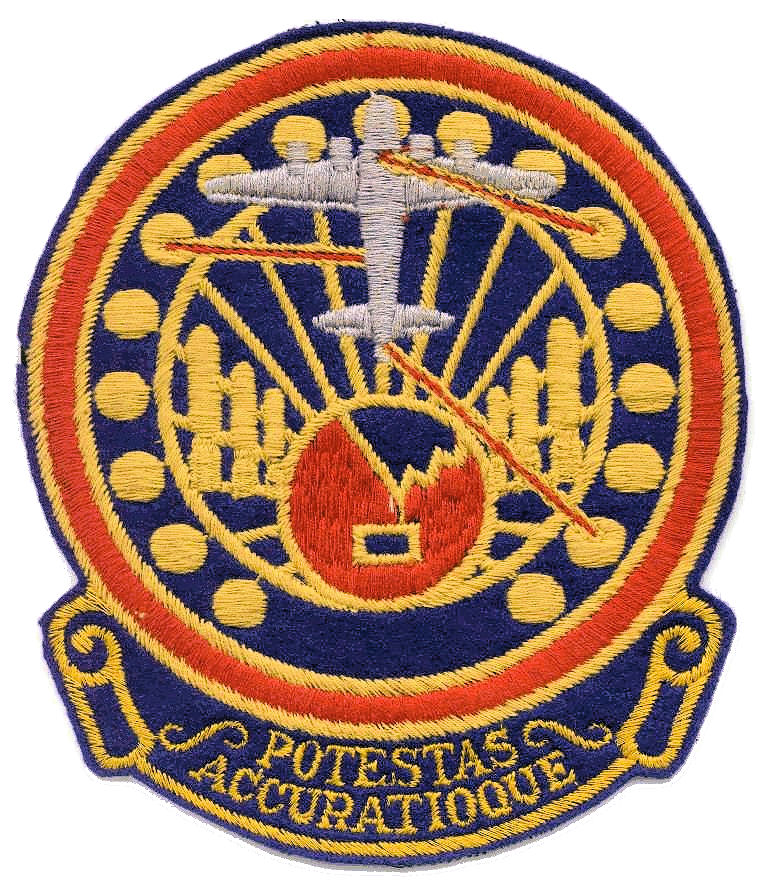
Emblème du groupe de bombardement

Pour la plupart des jeunes gens qui sortaient des écoles de bombardiers ou de navigateurs étaient tout aussi fiers que les tout jeunes pilotes. Elmer Bendiner (en), fêta sa remise de diplôme de navigateur par l'achat d'un trench-coat et d'un pantalon clair très en vogue chez les officiers des Forces armées aériennes. « On m'a offert des cartes de visite à mon nom, avec mon grade. [...] J'étais prêt à partir en guerre. »
Bendiner avait été envoyé au début de l'hiver 1943 à Sioux City, dans l'Iowa, pour prendre le dernier poste vacant du dernier équipage du tout récent 379th Air Expeditionary Wing (en), qui se préparait à partir outre-mer. On l'affecta à un avion baptisé Tondelayo. Le temps qu'ils partent pour l'Angleterre, Bendiner et ses coéquipiers étaient devenus une famille. « C'est autour de Tondelayo, écrit-il, que notre fidélité s'est tissée. »
Son ami Richard Baynes entra en guerre un an plus tard. Comme le nombre de victimes se mit à croitre de l'été à l'automne 1943, on envoya de plus en plus d'équipages en Angleterre, pas en tant que membres d'un groupe de bombardement formé aux États-Unis, mais comme remplaçants dans des groupes décimés tels que le 379e BG de Bendiner et affecté à l'aérodrome de RAF Kimbolton (en) — qui effectua plus de missions et qui largua plus de bombes qu'aucun autre groupe de la 8e Air Force.

#### Est-Anglie, septembre 1943
À la fin de l'offensive d'été menée par Ira C. Eaker, l'ennemi paraissait gagner la guerre du ciel au-dessus du Reich. Trois semaines durant, après la mission Schweinfurt–Regensburg, la 8e Air Force amoindrie ne s'aventura pas hors de la zone où ses chasseurs pouvaient la protéger. Et lorsqu'elle s'y risqua, le 6 septembre, ce fut l'un des plus grands fiascos de son histoire.
La cible du raid, une usine de roulements à billes de Stuttgart, cachée par d'épais nuages, perdant un carburant précieux et attendant une ouverture dans la couverture nuageuse, se défendant contre la Luftwaffe. 230 des 338 Forteresses envoyées sur Stuttgart en repartirent la soute à bombes encore pleine. Elles larguèrent l'excédent de poids au hasard sur des « cibles d'opportunité » sur le chemin de retour, certains B-17 plongeaient dans la Manche, à court d'essence. Tondelayo en faisait partie.
Onze autres Forteresses étaient à l'eau, et à la nuit tombée, les Britanniques avaient repêché tous leurs équipages. En revenant à RAF Kimbolton (en), Elmer Bendiner (en) apprit que quarante-cinq B-17 avaient été perdus dans une mission qu'on aurait dû annuler par une très mauvaise météo au-dessus du continent, à un moment où soixante-sept Forteresses avaient déjà fait demi-tour. Certains aviateurs eurent l'impression qu'on avait sacrifié des vies afin d'offrir un « bon spectacle » au général Henry Harley Arnold, se trouvant cette semaine-là en Angleterre, pressant Ira C. Eaker de porter à nouveau « le fer plus loin au cœur de l'Allemagne ».

#### Effectif en Grande-Bretagne
Piccadilly

Dans les semaines qui suivirent le Jeudi noir (14 octobre 1943), avec le mauvais temps qui s'attardait sur l'Europe et des chefs extrêmement inquiets du moral des troupes, on accorda beaucoup de permissions, de trois ou sept jours, à des équipages épuisés. La plupart des gars se rendirent à Londres, qui ne ressemblait plus à la ville que Robert Morgan avait visitée l'hiver précédent. Il n'y avait alors que 47 000 aviateurs américains en Angleterre, on voyait rarement d'équipages des avions yankees dans la capitale meurtrie par la guerre.
Mais fin 1943, les effectifs de l'Air Force sur l'île avaient gonflé à 286 000. Ces aviateurs ne représentaient qu'un quart des troupes que l'Amérique massait encore en vue du débarquement de l'autre côté de la Manche. Lors des trois derniers mois de 1943, plus de 413 000 soldats débarquèrent dans les ports anglais, portant le nombre de troupes américaines en Grande-Bretagne à plus de 773 000. Au Jour J, on compterait un million et demi de soldats au Royaume-Uni, don 28 % — soit près de 427 000 hommes et femmes — appartenaient à l'armée de l'air américaine.

### La guerre du pétrole

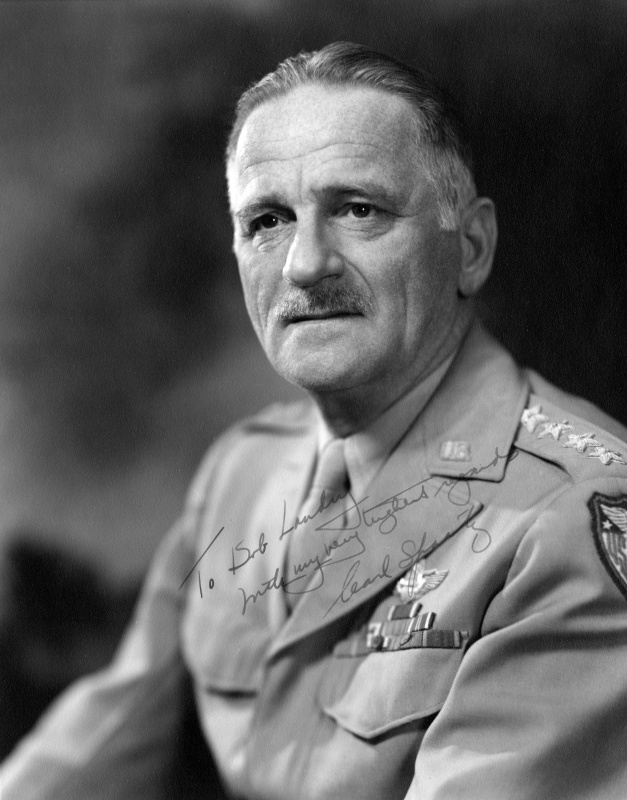
Carl Spaatz, Général de l'USAAF.

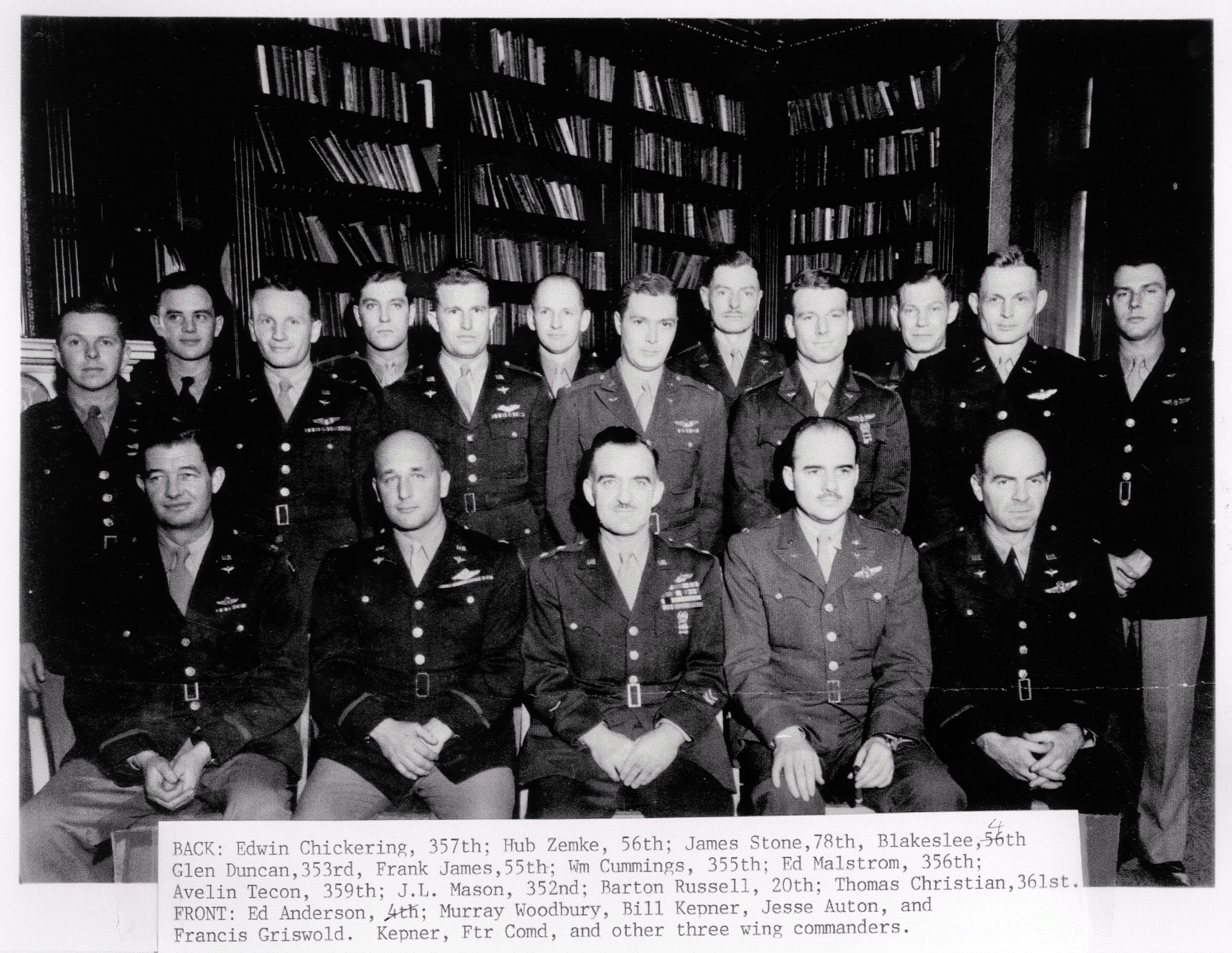
Officiers de la 8e en 1944.

En avril 1944, un mois avant que Carl A. Spaatz ne lance sa campagne contre le pétrole, l'industrie allemande du pétrole de synthèse avait quasiment été épargnée par les bombardements alliés. À partir de fin juin 1944, la 8e Air Force lança une série de raids gigantesques contre des installations pétrolières au nord de Munich, tandis que la 15th USAAF continuait de pilonner Ploiești (Opération Tidal Wave), ainsi que des sites pétroliers en Allemagne du Sud, en Autriche et en Hongrie.
Les Américains accomplirent l'essentiel de cette campagne contre le pétrole, qui fut le premier vrai test de la doctrine de l'armée de l'air selon laquelle les bombardements stratégiques de jour pouvaient mettre à l'arrêt l'économie allemande. Cet été-là marqua le début des véritables bombardements stratégiques. Durant toute la guerre, les forces aériennes anglo-américaines larguèrent plus de 1,4 million de tonnes d'explosifs sur l'Allemagne nazie. Plus de 70 % de ce tonnage furent lâchés après le 1er juillet 1944, dont une part comparativement faible mais critique (200 000 tonnes environ) sur des cibles pétrolières.
Les force aériennes stratégiques américaines allaient effectuer 347 attaques différentes contre des installations pétrolières, et le Bomber Command britannique 158 autres. Les cibles principales de la 8e Air Force étaient les usines de Leuna, situées à 5 km du centre de Mersebourg, à 150 km au sud-ouest de Berlin, le complexe plus vaste encore de Pölitz, dans les bassins houillers de Silésie, à 110 km au nord-est de la capital. Ensemble, ces installations produisaient plus d'un tiers du carburant liquide obtenus selon le procédé Bergius en Allemagne. 
L'attaque contre les raffineries entamée en mai 1944 fut, selon les termes d'Albert Speer, le « premier coup sérieux » porté à l'industrie allemande. L'effet fut immédiat sur la production. Si le gouvernement ne prenait pas de mesures d'urgence pour renforcer les défenses aériennes des usines de pétrole synthétique, « une situation intenable pour l'approvisionnement en carburant de la Wehrmacht et du pays surviendrait [...] en septembre [...] et pouvait conduire à des résultats tragiques », annonçait Speer à Hitler.

### Forces aériennes

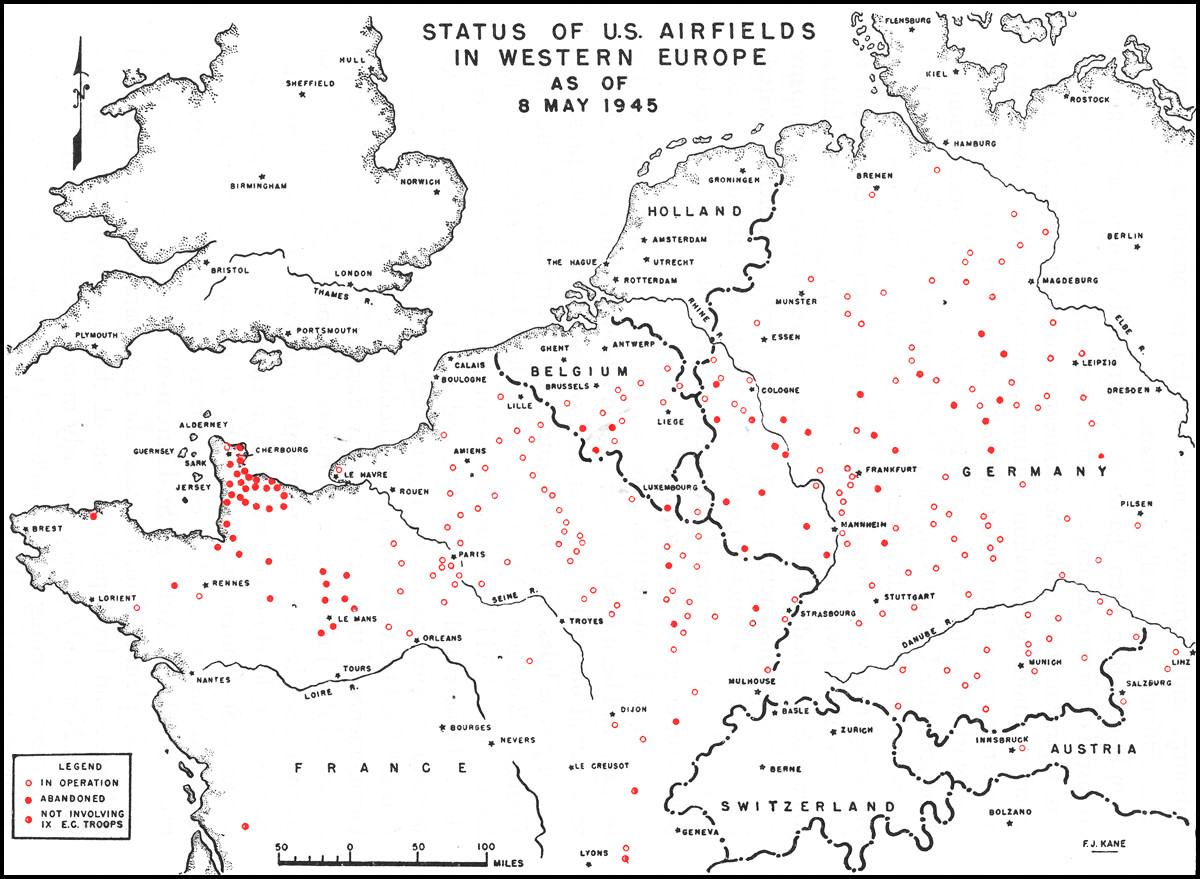
Statut des aérodromes utilisés par l'USAAF en Europe de l'Ouest le 8 mai 1945.

À partir du 22 février 1944, elle sera baptisée Eighth Air Force et continuera son rôle de bombardement stratégique pour l'USAF. De juin à septembre elle participe à l'Opération Frantic depuis les bases aériennes de Poltava et de Pyriatyn.
En septembre 1944, l'ensemble des forces aériennes comptait pour les deux théâtres européen et méditerranéen 1 871 bombardiers du Royal Air Force Bomber Command (dont 1 480 opérationnels) et 5 606 bombardiers américains (dont 4 117 opérationnels).
On y trouve les forces de l'United States Army Air Forces suivantes :
- 8th USAAF (force stratégique) ETO
- 9th USAAF (force tactique) ETO
- Twelfth Air Force (force tactique) MTO
- 15th USAAF (force stratégique) MTO

Les pertes au 8 mai 1945 sur ce théâtre et celui du Mediterranean Theater of Operations ont été pour l'USAAF de 9 949 bombardiers, 8 420 chasseurs et 79 265 personnels manquants.

### Redéploiement sur le théâtre du Pacifique

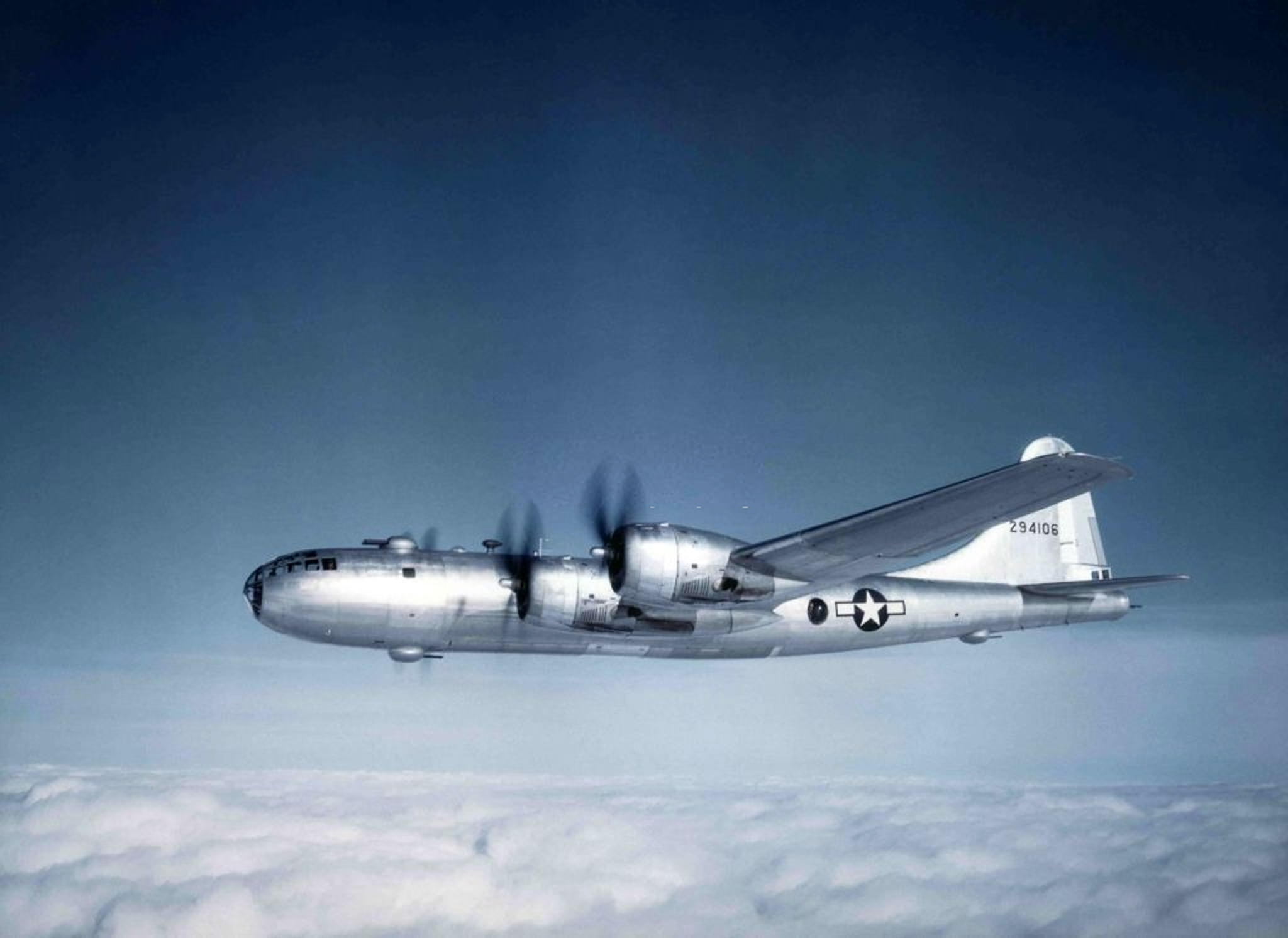
Boeing B-29 Superfortress.

Après la fin de la guerre en Europe en mai 1945, des plans ont été élaborés pour transférer certains des groupes de bombardiers lourds B-17/B-24 de la Eighth Air Force vers le théâtre d’opérations du Pacifique et les mettre à niveau vers des groupes de bombardement Boeing B-29 Superfortress Very Heavy (VH). Dans le cadre de ce plan, le quartier général de la 8e Air Force est réaffecté à Sakugawa (aérodrome de Kadena), sur l'Île Okinawa, le 16 juillet 1945, et est affecté aux forces aériennes stratégiques des États-Unis dans le Pacifique (en) sans personnel ni équipement.
À Okinawa, la 8e Air Force tira son personnel du quartier général du XX Bomber Command désactivé, et le lieutenant-général James H. Doolittle prit le commandement, étant réaffecté d’Angleterre le 19 juillet. Le commandement contrôlait trois aérodromes sur Okinawa, Bolo Airfield (en), Marine Corps Air Station Futenma et l'aérodrome de Kadena. Le 8 août 1945, le 8e bataillon reçoit son premier B-29.

### Guerre de Corée
Le 25 juin 1950, les forces armées de la république populaire démocratique de Corée (Corée du Nord) envahissent la Corée du Sud. Le 27 juin, le Conseil de sécurité des Nations unies a voté pour aider les Sud-Coréens à résister à l’invasion. Bien que la force de bombardiers stratégiques de la 8e Air Force n’ait pas été engagée dans le combat en Corée, la 8e a déployé la 27e escadre d’escorte de chasse pour des actions de combat.

### Guerre froide

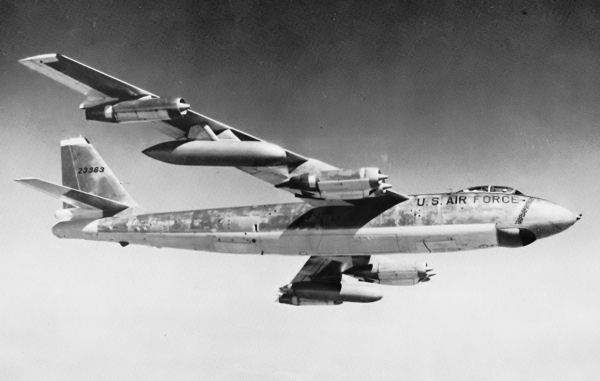
Le Boeing B-47 Stratojet B-47E-50-LM (S/N 52-3363), de la Eighth Air Force en vol pendant la guerre froide.

Avec la fin des combats en Corée, le président Dwight D. Eisenhower, qui avait pris ses fonctions en janvier 1953, a appelé à un « nouveau regard » sur la défense nationale. Le résultat : une plus grande dépendance à l’égard des armes nucléaires et de la puissance aérienne pour dissuader la guerre. Son administration a choisi d’investir dans l’armée de l’air, en particulier dans le Strategic Air Command. La course aux armements nucléaires est passée à la vitesse supérieure. L’armée de l’air a retiré presque tous ses B-29/B-50 et ils ont été remplacés par de nouveaux Boeing B-47 Stratojet. En 1955, le Boeing B-52 Stratofortress entra dans l’inventaire en grand nombre, car les Convair B-36 Peacemaker à hélice furent rapidement retirés des unités de bombardement lourd.

### Guerre du Viêt Nam
En 1965, la Eighth Air Force reprit le combat, cette fois en Asie du Sud-Est. Dans un premier temps, la Huitième a déployé ses unités de bombardiers B-52 et de ravitailleurs KC-135 des États-Unis vers des bases opérationnelles à Guam, Okinawa et en Thaïlande. Puis, en avril 1970, le Strategic Air Command déplaça la 8e division sans personnel ni équipement à la Andersen Air Force Base, à Guam, absorbant ainsi les ressources de la 3e division aérienne. À la base aérienne d’Andersen, la 8e prend la direction de toutes les opérations de bombardement et de ravitaillement en Asie du Sud-Est.

### Opérations au-dessus de l’Irak
Les unités de la Huitième ont joué un rôle clé dans la guerre du Golfe de 42 jours en 1991. Une unité de la 8e armée de l’air, la 2nd Bomb Wing, a été le fer de lance de la campagne aérienne en envoyant des B-52 de Barksdale pour lancer des missiles de croisière conventionnels lancés par voie aérienne contre des cibles irakiennes.

### Intégration nouveau service
Depuis mai 2007, une partie de ses services a intégré le tout nouveau Air Force Cyberspace Command, sa mission étant transférée le 6 octobre 2008 au 28th Air Division (en) qui constituent l'apport de l'USAF au nouveau United States Cyber Command.
Sous l’égide de l’Air Force Global Strike Command depuis le 1er février 2010, la Eighth Air Force contrôle les forces de bombardiers stratégiques (Northrop B-2 Spirit et B-52 Stratofortress, le Rockwell B-1 Lancer et le future Northrop Grumman B-21 Raider) à travers les États-Unis et à l’étranger.

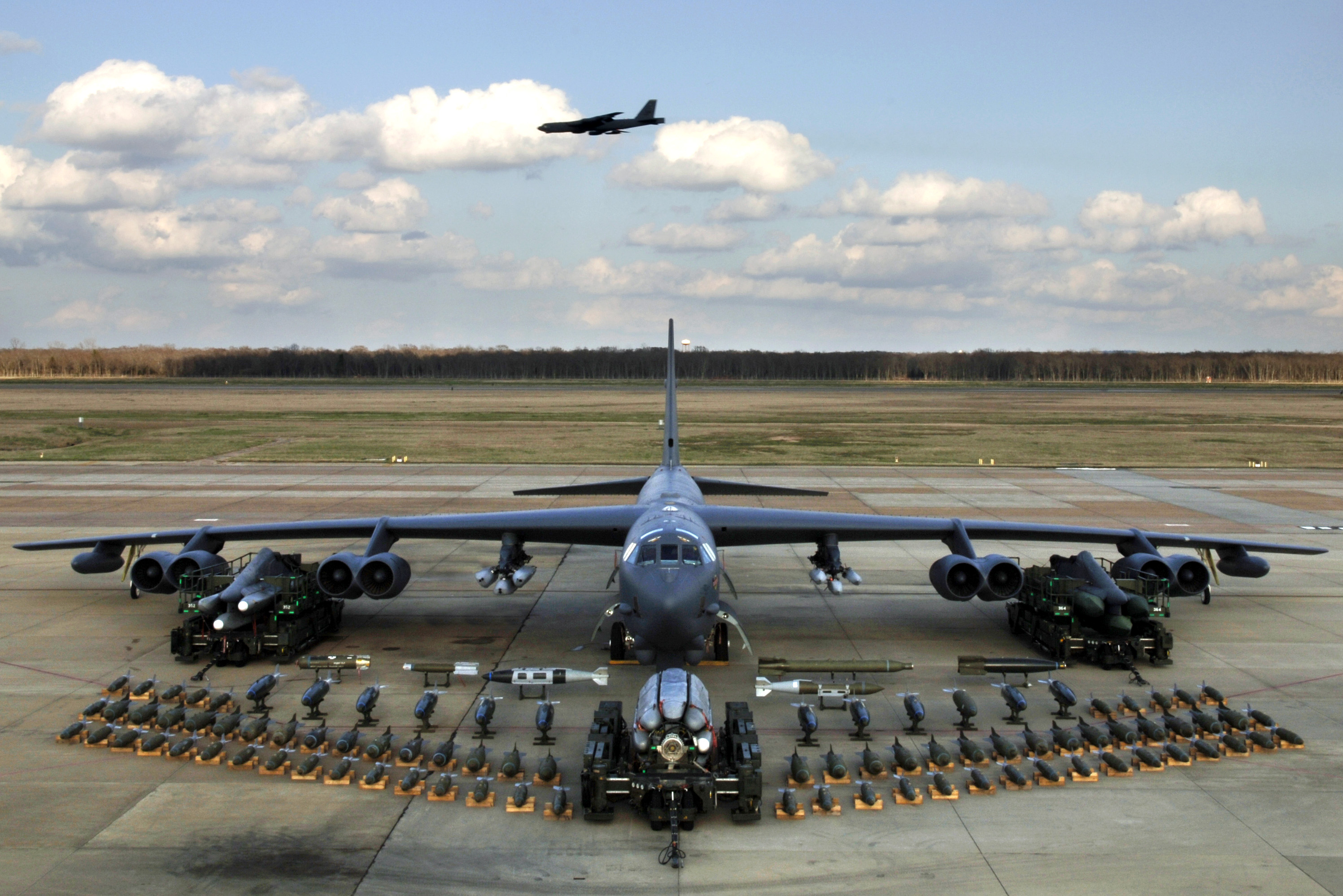
B-52H, de l'United States Air Force de la 2nd Bomb Wing avec armes, à la base aérienne de Barksdale, Louisiane (États-Unis).

Configuration unités :
- Eighth Air Force, quartier-général à Barksdale Air Force Base, Louisiane
  -  2nd Bomb Wing basé à Barksdale Air Force Base
    -  11th Bomb Squadron (en)
    -  20th Bomb Squadron (en)
    -  96th Bomb Squadron (en)

  -  5th Bomb Wing basé à Minot Air Force Base, Dakota du Nord
    -  23d Bomb Squadron (en)
    -  69th Bomb Squadron (en)

  -  509th Bomb Wing basé à Whiteman Air Force Base, Missouri
    -  13th Bomb Squadron (en)
    -  393d Bomb Squadron

## Ses missions

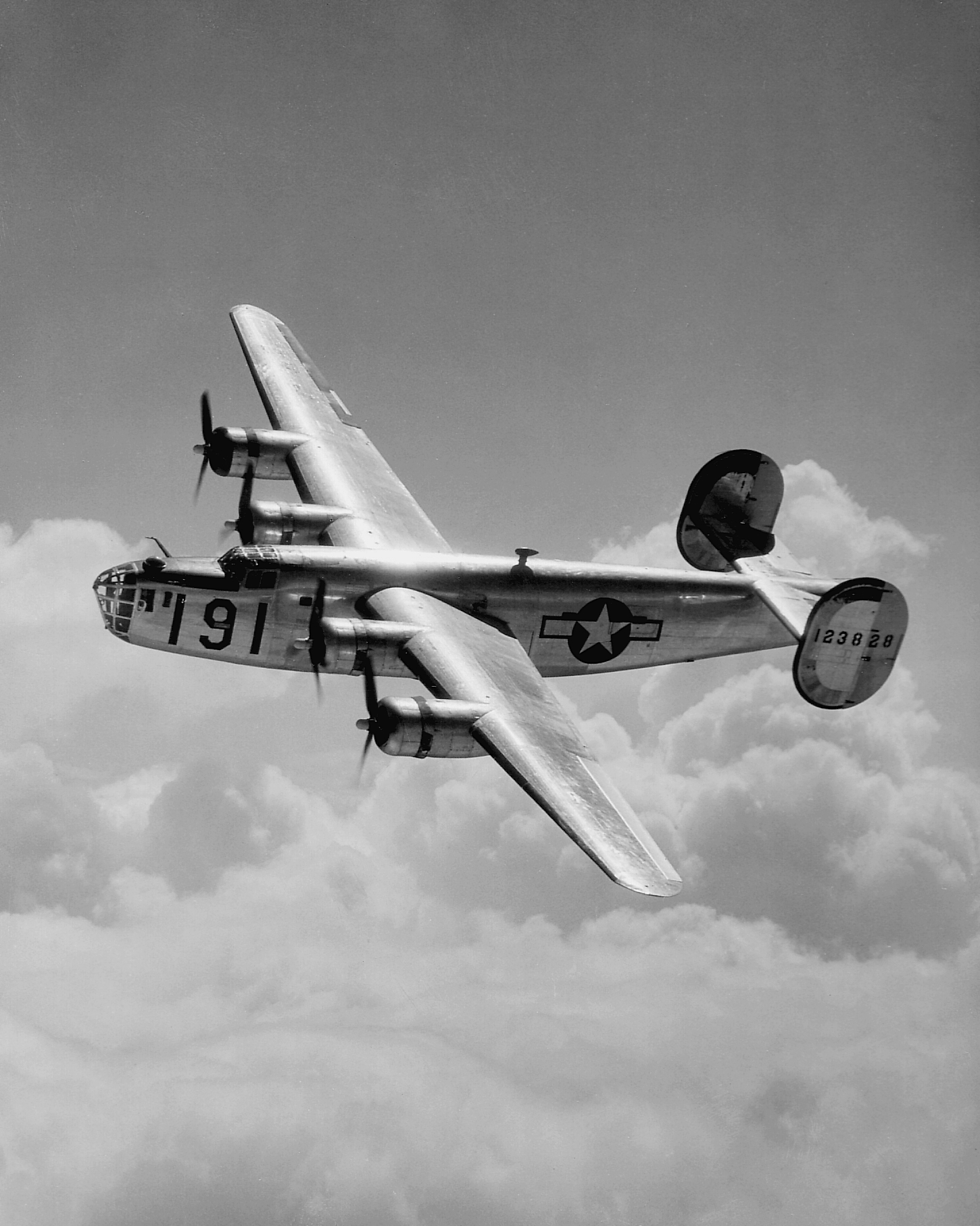
Consolidated B-24 Liberator.

En tant que force aérienne stratégique, la 8th USAAF mène essentiellement des opérations de bombardement sur les pays occupés ou alliés à l'Allemagne nazie.
Ses bases étant pour la plupart situées en Grande-Bretagne, elle opère sur les pays suivants : Allemagne, Autriche, France, Belgique, Pays-Bas, Pologne, Danemark, Tchécoslovaquie, Norvège et l'Ukraine en 1944 pour l'Opération Frantic.
Ses objectifs sont stratégiques :
- Raffineries de pétrole
- Usines
- Gare de triage
- Aérodromes
- Ports
- Bases de sous-marins

## Composition de la8thUSAAF au6 juin 1944
- 1st Bombardment Division (en): Major General Robert B. Williams (en)
  - 1st Bombardment Wing: Brigadier General William M. Gross (de)
    - 91st Bombardment Group (en) (RAF Bassingbourn (en)): Colonel Henry W. Terry
    - 381st Bombardment Group (RAF Ridgewell (en)): Colonel Harry P. Leber, Jr
    - 398th Bombardment Group (en) (RAF Nuthampstead (en)): Colonel Frank P. Hunter, Jr

  - 40th Bombardment Wing (en): Brigadier General Howard M. Turner
    - 92nd Bombardment Group (en) (RAF Podington (en)): Colonel William M. Reid
    - 305th Bombardment Group (en) (RAF Chelveston (en)): Colonel Ernest H. Lawson
    - 306th Bombardment Group (en) (RAF Thurleigh (en)): Colonel George L. Robinson

  - 41st Bombardment Wing (en) : Brigadier General Robert F. Travis (en)
    - 303rd Bombardment Group (en) (RAF Molesworth): Colonel Kermit D. Stevens
    - 379th Bombardment Group (en) (RAF Kimbolton (en)): Colonel Maurice A. Preston
    - 384th Bombardment Group (en) (RAF Grafton Underwood (en)): Colonel Dale O. Smith

  - 94th Bombardment Wing (en): Brigadier General Julius K. Lacey
    - 351st Bombardment Group (en) (RAF Polebrook (en)): Colonel Eugene A. Romig
    - 401st Bombardment Group (en) (RAF Deenethorpe (en)): Colonel Harold W. Bowman
    - 457th Bombardment Group (en) (RAF Glatton (en)): Colonel James R. Luper
- 2nd Bombardment Division (en): Major General James P. Hodges
  - 2nd Bombardment Wing (en) (RAF Hethel (en)): Brigadier General Edward J. Timberlake
    - 389th Bombardment Group (RAF Hethel (en)): Colonel Robert B. Miller
    - 445th Bombardment Group (en) (RAF Tibenham (en)): Colonel Robert H. Terrill
    - 453rd Bombardment Group (en) (RAF Old Buckenham (en)): Colonel Ramsay D. Potts, Jr

  - 14th Bombardment Wing (en) (RAF Shipdham (en)): Brigadier General Leon W. Johnson
    - 44th Bombardment Group (RAF Shipdham (en)): Colonel John H. Gibson
    - 392nd Bombardment Group (en) (RAF Wendling (en)): Colonel Irvine A. Rendle
    - 492nd Bombardment Group (en) (RAF North Pickenham (en)): Colonel Eugene H. Snavely

  - 20th Bombardment Wing (en) (RAF Hardwick (en)): Colonel Jack W. Wook
    - 93rd Bombardment Group (en) (RAF Hardwick (en)): Colonel Leland G. Fiegel
    - 446th Bombardment Group (en) (RAF Bungay (en)): Colonel Jacob J. Brogger
    - 448th Bombardment Group (en) (RAF Seething (en)): Colonel Gerry L. Mason

  - 95th Bombardment Wing (en) (RAF Halesworth (en)): Colonel Frederick R. Dent, Jr
    - 489th Bombardment Group (en) (RAF Halesworth (en)): Colonel Ezekiel W. Napier
    - 491st Bombardment Group (en) (RAF Metfield (en)): Lieutenant Colonel Carl T. Goldenburg

  - 96th Bombardment Wing (en) (RAF Horsham St. Faith (en)): Brigadier General Walter R. Peck
    - 458th Bombardment Group (en) (RAF Horsham St. Faith (en)): Colonel James H. Isbell
    - 466th Bombardment Group (en) (RAF Attlebridge (en)): Colonel Arthur Pierce
    - 467th Bombardment Group (en) (RAF Rackhealth (en)): Lieutenant Colonel Albert H. Shower
- 3rd Bombardment Division (en): Major General Curtis LeMay
  - 4th Bombardment Wing (en): Brigadier General Frederick Walker Castle (en)
    - 94th Bombardment Group (en) (RAF Bury St. Edmunds (en)): Colonel Charles B. Dougher
    - 385th Bombardment Group (en) (RAF Great Ashfield (en)): Colonel Elliot Vandevanter
    - 447th Bombardment Group (RAF Rattlesden): Colonel Hunter Harris, Jr

  - 13th Bombardment Wing (en): Brigadier General Edgar M. Wittan
    - 95th Bombardment Group (en) (RAF Horham (en)): Colonel Karl Truesdell
    - 100th Bombardment Group (RAF Thorpe Abbotts (en)): Colonel Thomas S. Jeffrey
    - 390th Bombardment Group (en) (RAF Framlingham (en)): Colonel Frederick W. Ott

  - 45th Bombardment Wing (en): Brigadier General Archie J. Old Jr. (en)
    - 96th Bombardment Group (en) (RAF Snetterton Heath (en)): Colonel James L. Travis
    - 388th Bombardment Group (en) (RAF Knettishall (en)): Colonel William B. David
    - 452nd Bombardment Group (en) (RAF Deopham Green (en)): Colonel Thetus C. Odom

  - 92nd Bombardment Wing: Colonel Harold Huglin (en)
    - 486th Bombardment Group (en) (RAF Sudbury (en)): Colonel Glendon P. Overing
    - 487th Bombardment Group (en) (RAF Lavenham (en)): Colonel Robert Taylor III

  - 93rd Bombardment Wing (en): Brigadier General John K. Gerhart
    - 34th Bombardment Group (en) (RAF Mendlesham (en)): Lieutenant Colonel Ernest F. Wackwitz, Jr
    - 490th Bombardment Group (en) (RAF Eye): Colonel Lloyd H. Watnee
    - 493rd Bombardment Group (en) (RAF Debach (en)): Colonel Elbert Helton
- VIII Fighter Command (en): Major General William Ellsworth Kepner (en)
  - 65th Fighter Wing (en) (RAF Saffron Walden (en)): Brigadier General Jesse D. Auton (en)
    - 4th Fighter Group (en) (RAF Debden): Colonel Donald M. Blakeslee
    - 56th Fighter Group (en) (RAF Boxted (en)): Colonel Hubert A. Zemke
    - 355th Fighter Group (en) (RAF Steeple Morden (en)): Colonel William J. Cummings, Jr
    - 356th Fighter Group (en) (RAF Martlesham (en)): Lieutenant Colonel Philip E. Tukey, Jr
    - 479th Fighter Group (RAF Wattisham (en)): Lieutenant Colonel Kyle L. Riddle

  - 66th Fighter Wing (en) (RAF Sawston (en)): Brigadier General Murray C. Woodbury
    - 55th Fighter Group (en) (RAF Wormingford (en)): Colonel George T. Crowell
    - 78th Fighter Group (en) (RAF Duxford): Colonel Frederick C. Gray, Jr
    - 339th Fighter Group (en) (RAF Fowlmere (en)): Colonel Hohn B. Henry Jr
    - 353rd Fighter Group (en) (RAF Raydon (en)): Colonel Glenn E. Duncan
    - 357th Fighter Group (en) (RAF Leiston (en)): Colonel Donald William Graham (en)

  - 67th Fighter Wing (en) (RAF Walcot Hall (en)): Brigadier General Edward W. Anderson (en)
    - 20th Fighter Group (en) (RAF Kings Cliffe (en)): Lieutenant Colonel Harold Rau
    - 352nd Fighter Group (en) (RAF Bodney (en)): Colonel Joe L. Mason
    - 359th Fighter Group (en) (RAF East Wretham (en)): Colonel Avelin P. Tacon, Jr
    - 361st Fighter Group (en) (RAF Bottisham (en)): Colonel Thomas J. J. Christian, Jr
    - 364th Fighter Group (en) (RAF Honington): Colonel Roy W. Osborn

Diverses affiches
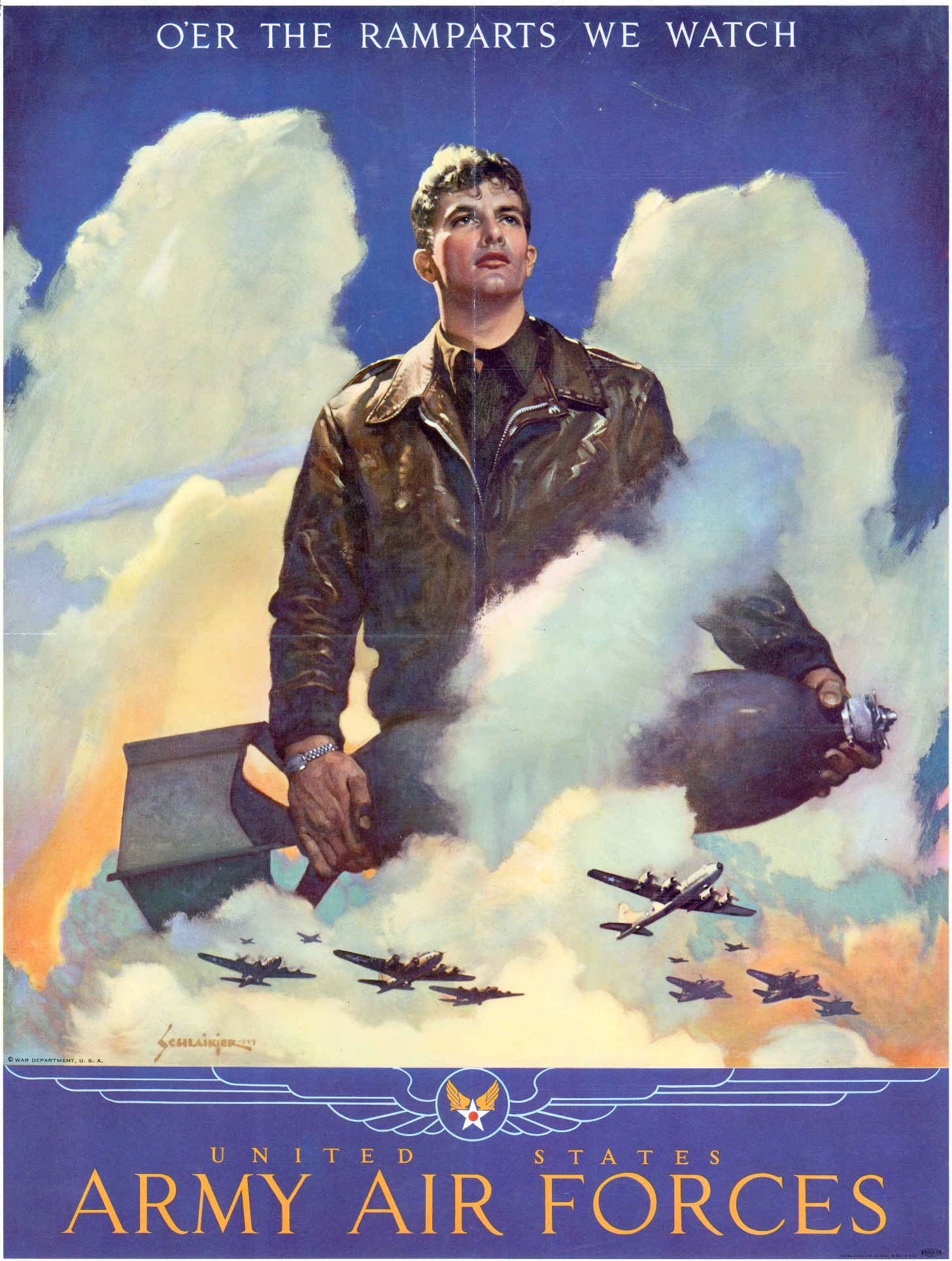
Affiche de l'USAAF (O'er the ramparts we watch / Sur les remparts que nous surveillons).
Affiche de recrutement des USAAF représentant un B-17 Flying Fortress.

### Bases de la8eAir Force dans l'Est-Anglie
Liste des anciennes bases aériennes de la Royal Air Force
| ○ | Bases de la 1er division aérienne |
| □ | Bases de la 2e division aérienne  |
| △ | Bases de la 3e division aérienne  |

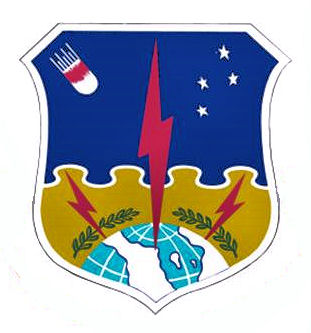
Emblème de la 1er division aérienne.
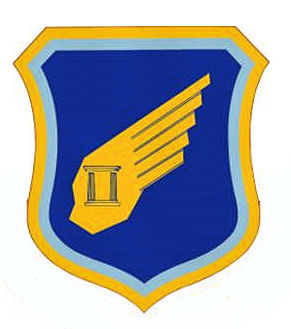
Emblème de la 2e division aérienne.
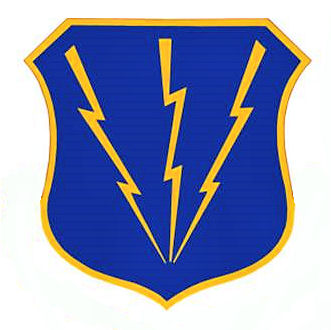
Emblème de la 3e division aérienne.

Les différents groupes de bombardements et aérodromes :
- 34 △ : Mendlesham, B-24
- 44 □ : Shipdham, B-24
- 91 ○ : RAF Bassingbourn (en), B-17
- 92 ○ : RAF Podington (en), B-17

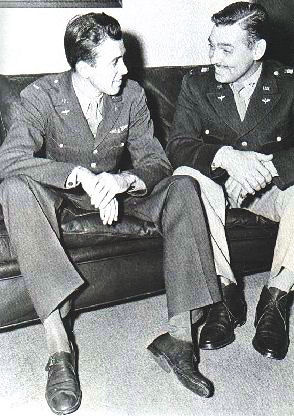
Lt. Col. James Stewart & Major Clark Gable -, 1943.

- 93 □ : Hardwick (Cambridgeshire), B-24
- 94 △ : Bury St Edmunds, B-17
- 95 △ : Horham, B-17
- 96 △ : RAF Snetterton Heath (en), B-17
- 100 △ : RAF Thorpe Abbotts (en), B-17 « Centième sanglant »
- 303 ○ : RAF Molesworth, B-17
- 305 ○ : RAF Chelveston (en), B-17
- 306 ○ : RAF Thurleigh (en), B-17
- 351 ○ : RAF Polebrook (en), B-17
- 379 ○ : Kimbolton, B-17
- 381 ○ : RAF Ridgewell (en), B-17
- 384 ○ : RAF Grafton Underwood (en), B-17
- 385 △ : Great Ashfield, B-17
- 388 △ : Knettishall, B-17
- 389 □ : RAF Hethel (en), B-24
- 390 △ : Framlingham, B-17
- 392 □ : Wendling (Norfolk), B-24
- 398 ○ : Nuthampstead, B-17
- 401 ○ : Deenethorpe, B-17
- 445 □ : RAF Tibenham (en), B-24
- 446 □ : Bungay, B-24
- 447 △ : RAF Rattlesden, B-17
- 448 □ : Seething, B-24
- 452 △ : RAF Deopham Green (en), B-17
- 453 □ : Old Buckenham, B-24
- 457 ○ : Glatton, B-17
- 458 □ : RAF Horsham St Faith (en), B-24
- 466 □ : Attlebridge, B-24
- 467 □ : Rackheath, B-24
- 486 △ : RAF Sudbury (en), B-24
- 487 △ : Lavenham, B-24
- 489 □ : Halesworth, B-24
- 490 △ : RAF Eye, B-24
- 491 □ : Metfield, B-24
- 492 □ : North Pickenham, B-24
- 493 △ : RAF Debach (en), B-24

## Les commandants de la8thUSAAF
- Ira C. Eaker: 23 février - 2 décembre 1942.
- Newton Longfellow : 2 décembre 1942 - 1er juillet 1943[28].

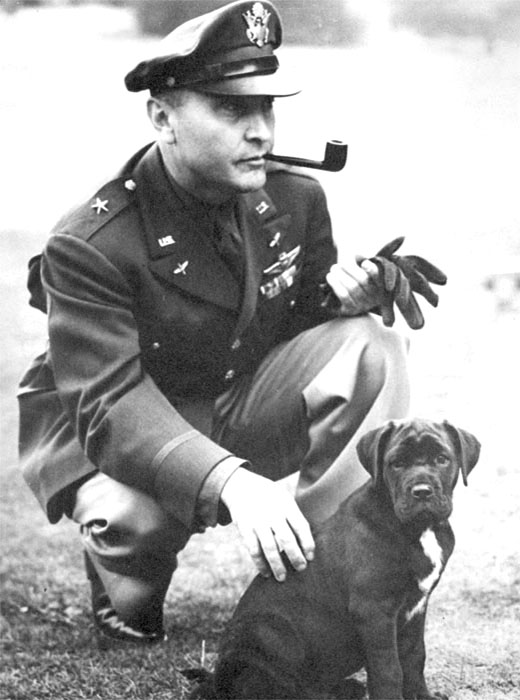
Brigadier-général de l’armée américaine Ira C. Eaker.

- Frederick L. Anderson : 1er juillet 1943 - 6 janvier 1944[29].
- James H. Doolittle : 6 janvier 1944 - 10 mai 1945.
- William Ellsworth Kepner (en) : 10 mai - 21 juin 1945.
- Westside T. Larson : 21 juin - 19 juillet 1945[30].
- James H. Doolittle : 19 juillet - 12 septembre 1945.
- Earle E. Partridge (en) : 12 septembre - 30 novembre 1945.
- Patrick W. Timberlake (en) : 30 novembre 1945 - juin 1946.

[...]
- James C. Dawkins (en) : 20 août 2018 - 12 juin 2020.
- Mark E. Weatherington (en) : 12 juin 2020 - 16 août 2021.
- Andrew Gebara (en) : 16 août 2021 - 25 août 2023.
- Jason Armagost (en) Major général : 25 août 2023 - Titulaire.

## Liste des missions de combat de la8thUSAAF

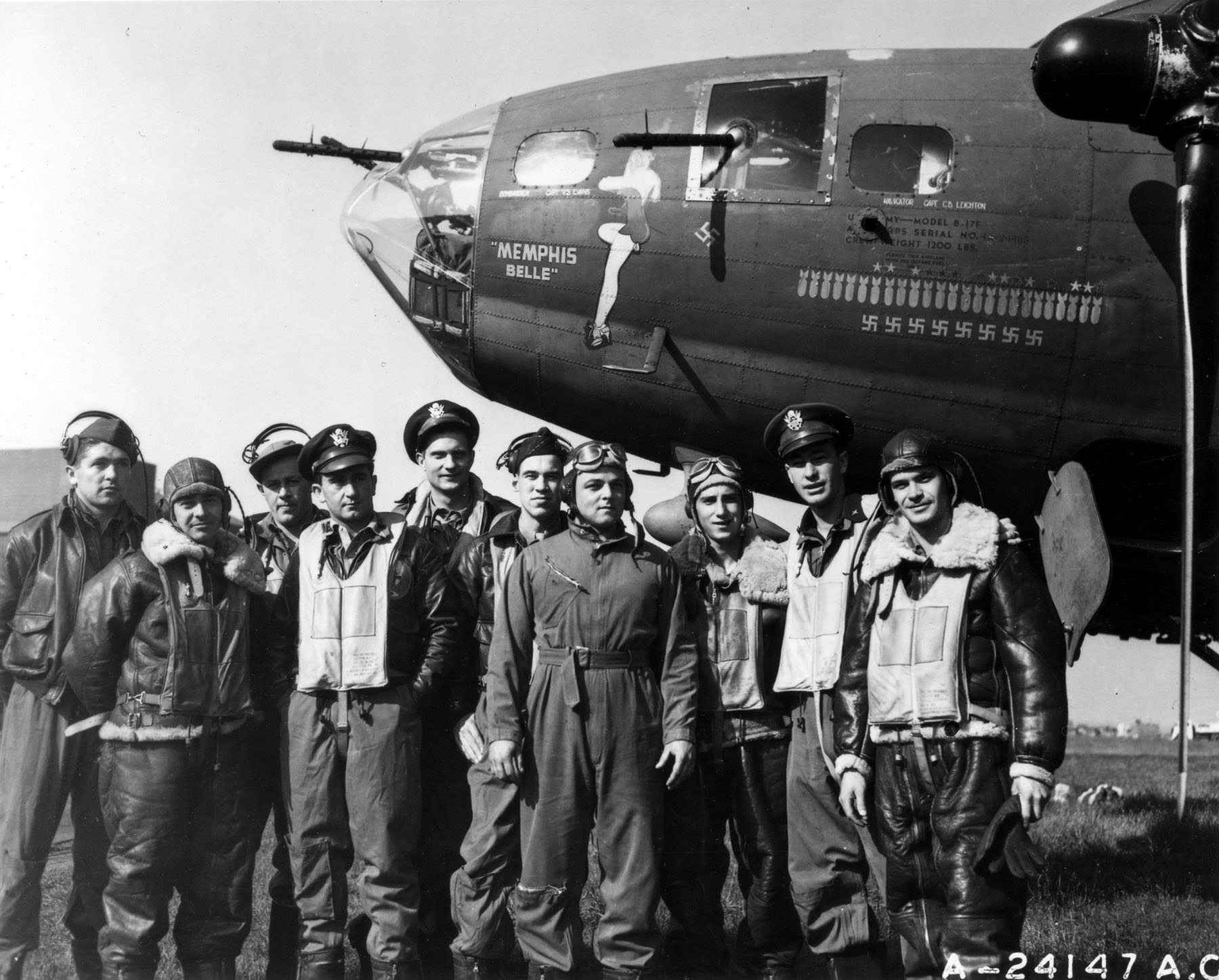
L'équipage du B-17 Flying Fortress Memphis Belle est présenté sur une base aérienne en Angleterre après avoir accompli 25 missions au-dessus du territoire ennemi, le 7 juin 1943.

Les pilotes devaient souvent calmer leur équipage avant le décollage. Cela se passait sur la piste une fois que les hommes, amenés en Jeep ou en camion, étaient devant leur appareil. Pour de nombreux hommes, ce petit trajet jusqu'aux avions qui attendaient était la partie la plus éprouvante de la mission. 

« Si ça vous tombe dessus, ça vous tombe dessus à ce moment-là — quelle que soit la peur, l'angoisse ou votre envie de faire demi-tour, se rappela le capitaine Robert Morgan, pilote du Memphis Belle, du 91e BG, le bombardier américain le plus connu de la guerre en Europe. Être en route, c'est un soulagement, en fait. C'est ce foutu trajet jusqu'aux avions qui vous tue presque, conclut-il. »

À l'issue de vingt-cinq missions, les aviateurs seraient renvoyés à la maison pour réaffectation ou assignés à des taches au sol en Angleterre. En mars 1944, ce nombre passa à trente, et en juillet 1944, à trente-cinq. À cette période, les chances de terminer une « nouvelle tournée » de combat étaient seulement d'une sur cinq.
Liste non exhaustive :
- 17 août 1942 : première mission des B-17 de la 8e Air Force (USAAF) sur Rouen : premier bombardement de jour sur l'Europe de l'Ouest[33]
- 21 octobre 1942 : quatre-vingt-dix bombardiers sur la Base sous-marine de Lorient. Brouillard épais obligea tous, sauf quinze, à faire demi-tour avant d'arriver sur leur cible. Le 97th Operations Group (en), visèrent juste mais leurs bombes d'une tonne rebondirent sur le toit des abris sous-marins.
- 24-26 et 28-30 juillet 1943 : Blitz Week (en) (semaine-éclair), attaque contre la Norvège (Trondheim et Herøya ) et en duo avec la RAF sur Hambourg et ses usines aéronautiques et chantiers de construction de sous-marins.
- 1er août 1943 : Opération Tidal Wave, en duo avec la 15th USAAF, contre le complexe pétrolier roumain de Ploiești.
- 17 août 1943 : mission l'Opération   Double Strike « double frappe » sur Regensburg (usines d'avions) et Schweinfurt (fabriques de roulements à billes). Soixante bombardiers détruits et près de six cents hommes trouvèrent la mort.

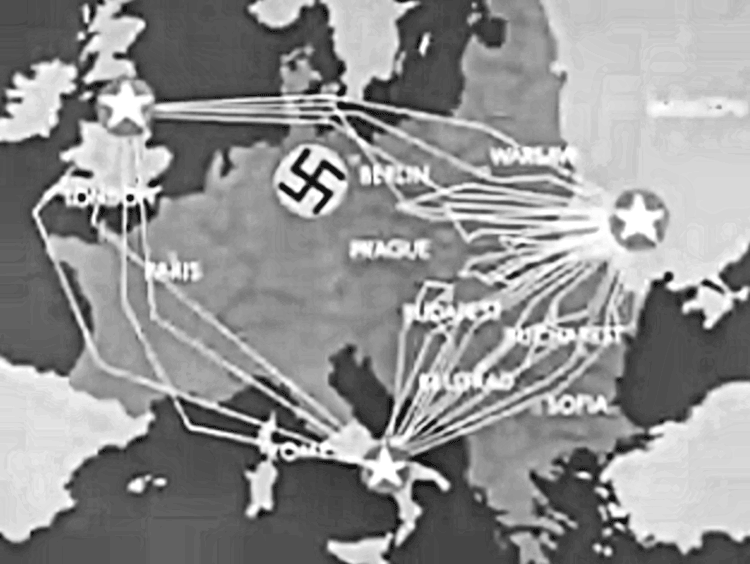
Opération Frantic.

- 10 octobre 1943 : mission avec le 100th Bombardement Group (Heavy), sur 13 B-17, au-dessus de Münster, le Royal Flush B-17F (USAAF s/n 42-6087) que l’équipage de Robert Rosenthal (USAAF officer) (en)[34] pilotait ce jour-là ; a été le seul avion à revenir, avec deux moteurs morts, l’interphone et le système d’oxygène non fonctionnels, et avec un grand trou déchiqueté dans l’aile droite[35].
- 3 novembre 1943 : première mission des B-17 équipés de radar H2X au-dessus de Wilhelmshaven en Allemagne[36].
- 20 au 25 février 1944 : La Big Week « La Grosse semaine » est le nom couramment donné à l'opération Argument, attaques massives sur l'industrie aéronautique du Reich.
- Juillet - août 1944 : Opération Frantic. Utiliser des bases soviétiques par des bombardiers lourds pour toucher des parties jusque là épargnées par les bombardements[37].
- 12 mars 1945, peu avant la fin de la 2e Guerre mondiale, la ville de Swinemünde (Attaque aérienne sur Swinemünde) en Poméranie a été détruite en grande partie par une attaque aérienne de la 8th USAAF.

## Mémoire
Connu sous le nom de « Hell's Angels (aircraft) (en) ». Ce fut le premier B-17 à effectuer 25 missions de combat dans la Eighth Air Force, le 13 mai 1943. Après avoir effectué 48 missions, l’avion retourna aux États-Unis le 20 janvier 1944, pour une tournée publicitaire.

Terminer ses vingt-cinq missions ǃ?
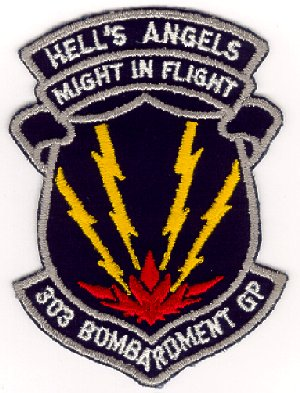
Emblème du 303d Bombardment Group.
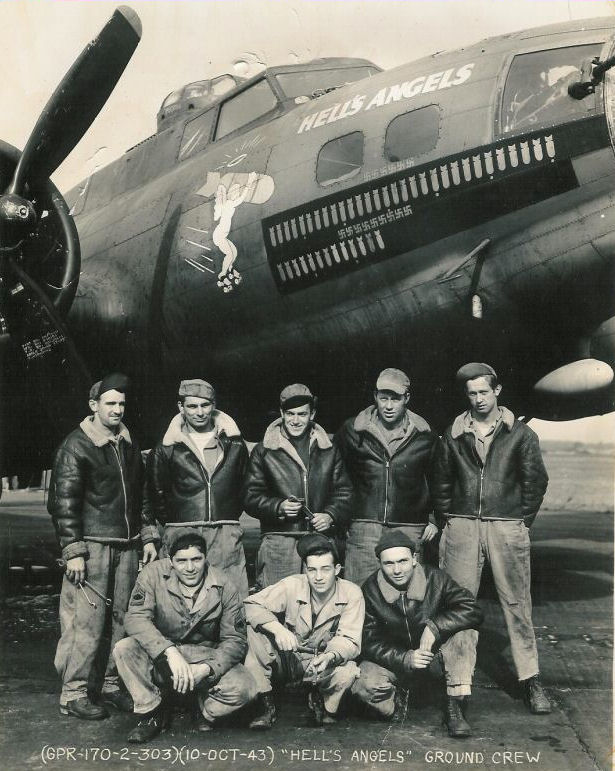
Avions et personnel au sol du B-17 Flying Fortress (oct. 1943) du 358th Bombardment Squadron (en) et du 303rd Air Expeditionary Group (en), RAF Molesworth.
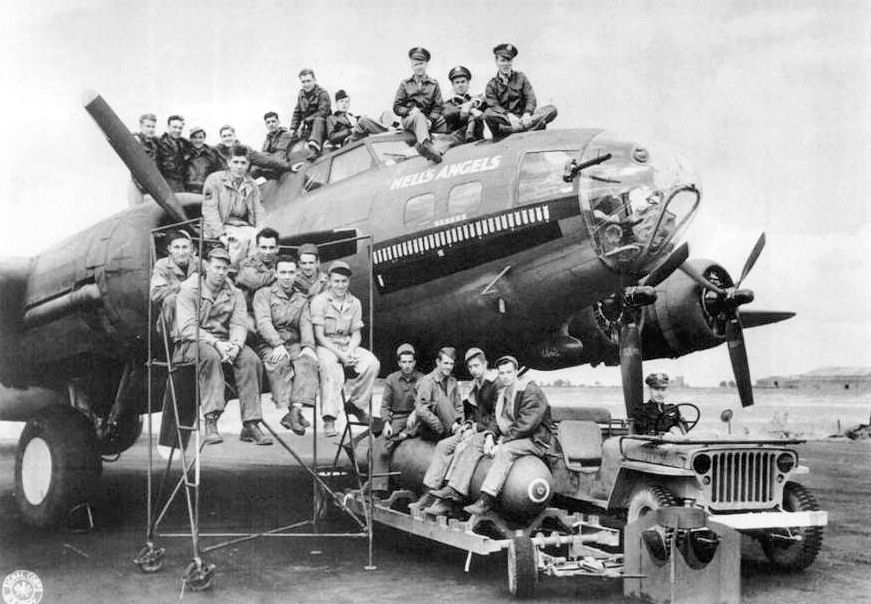
Hell’s Angels avec son personnel au sol et son équipage après avoir terminé sa trente-et-unième mission.

## XXIesiècle
Le Air Force Global Strike Command (AFGSC), abrégé en Global Strike Command, est un commandement majeur de l'United States Air Force qui prend en compte les missions nucléaires de l'Armée de l'air des États-Unis à partir d'août 2009, missions qui étaient auparavant dévolues à l'Air Force Space Command et à l'Air Combat Command. Son quartier général se situe à Barksdale Air Force Base en Louisiane.
Sous l’égide de l’Air Force Global Strike Command depuis le 1er février 2010, la Eighth Air Force contrôle les forces de bombardiers stratégiques (par exemple, B-2 Spirit et B-52 Stratofortress, le B-1 Lancer et le future Northrop Grumman B-21 Raider) à travers les États-Unis et à l’étranger. La Eighth Air Force effectue ses missions de combat sous l’égide du Commandement stratégique des États-Unis et des commandements de la composante aérienne des autres commandements régionaux unifiés de combat. La Eighth Air Force dispose de cinq escadres de bombardement de l’armée de l’air régulière, de deux escadres de bombardement de l’intégration totale de la force de la réserve aérienne (une dans le commandement de la réserve de l’armée de l’air et une dans la garde nationale aérienne) et d’un détachement dans la partie continentale des États-Unis.
En 2013, le taux de disponibilité des bombardiers stratégiques américains était le suivant, 75 % pour le B-52, 58 % pour le B-1B et 46,8 % pour le B-29.
À partir du 1er octobre 2015, le Global Strike Command prend sous son contrôle l'ensemble des bombardiers stratégiques américains en service et leur successeur Northrop Grumman B-21, son commandement passant à un général quatre étoiles.
Les États-Unis disposent à la fin de la guerre du Golfe de 1991 un total de 290 bombardiers, début 2018, le Global Strike Command comprend 157 appareils répartis dans 5 escadres comptant un total de 15 escadrons.
La Eighth Air Force comprend le cœur de la force de bombardiers lourds américaines avec les unités suivantes : le bombardier furtif Northrop B-2 Spirit, le bombardier supersonique Rockwell B-1 Lancer, le bombardier lourd Boeing B-52 Stratofortress et le nouveau Northrop Grumman B-21 Raider.

Bombardiers lourds
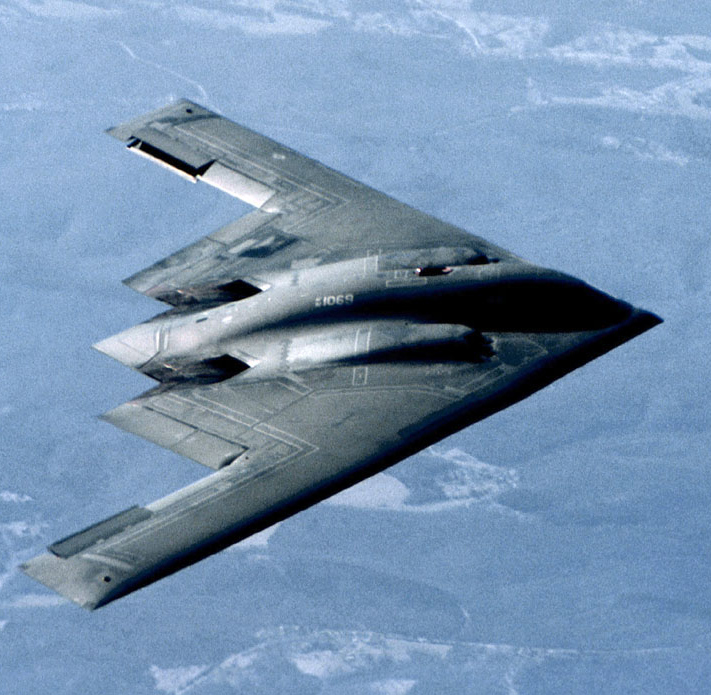
B-2A Spirit, 82-1069, Spirit of Indiana, 509th Bomb Wing.
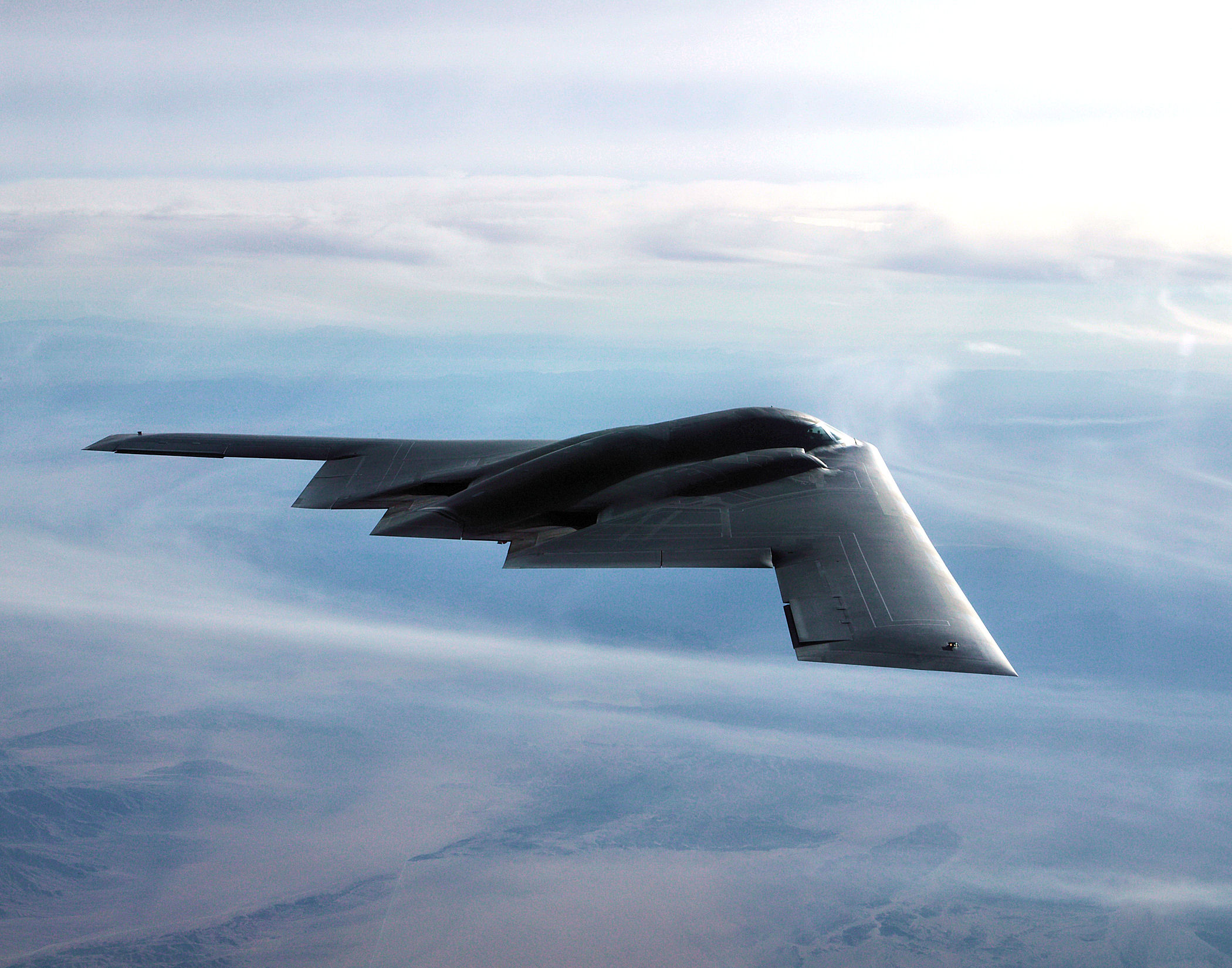
419th Flight Test Squadron (en) - Northrop B-2 Spirit.
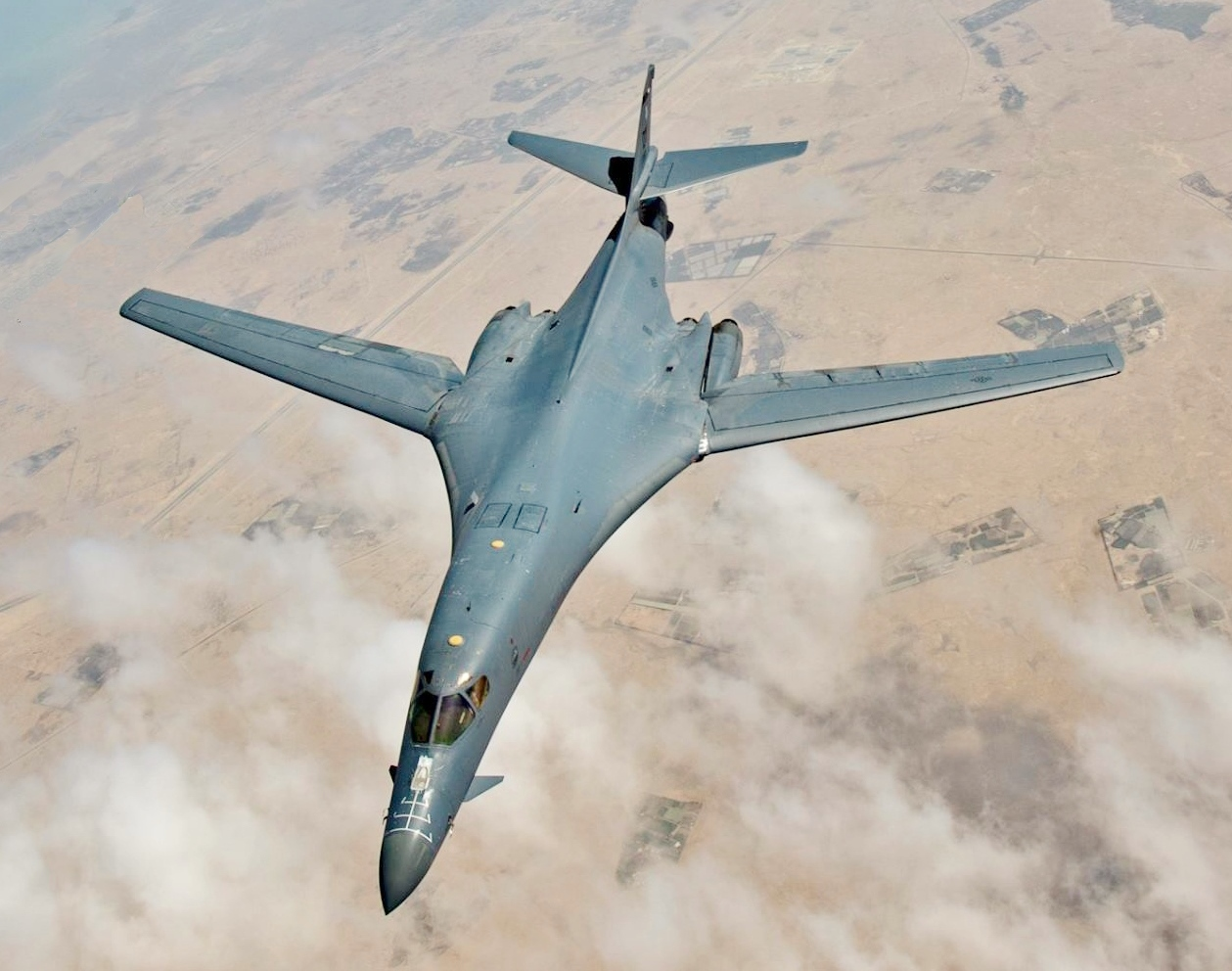
B-1B Rockwell B-1 Lancer.
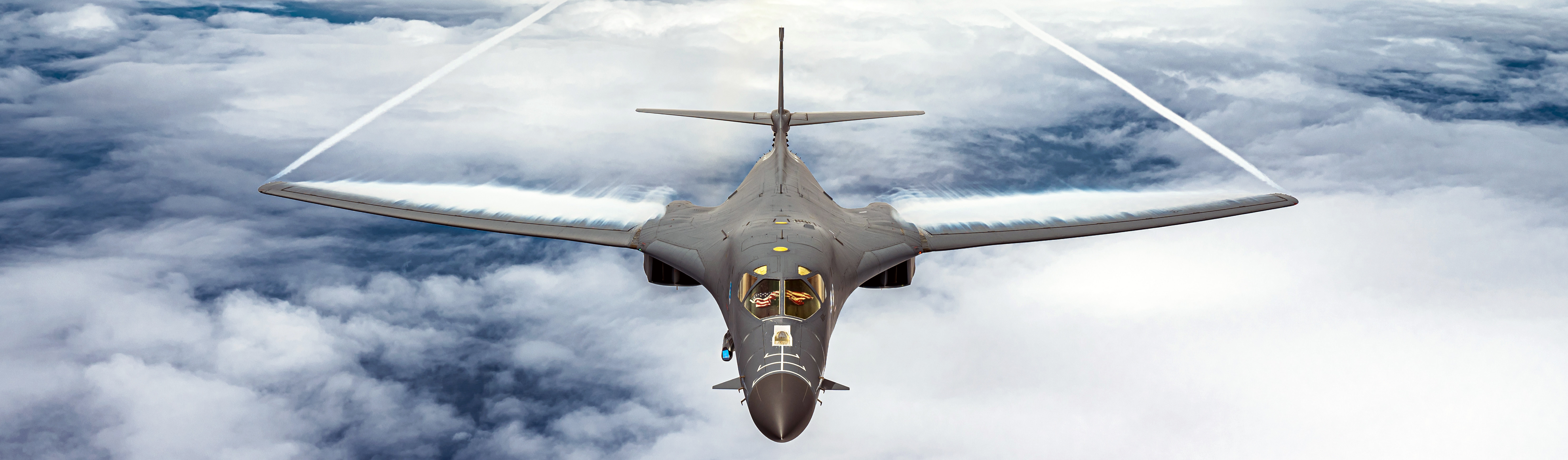
U.S. Air Force B-1B Lancer, 34th Bomb Squadron (en).
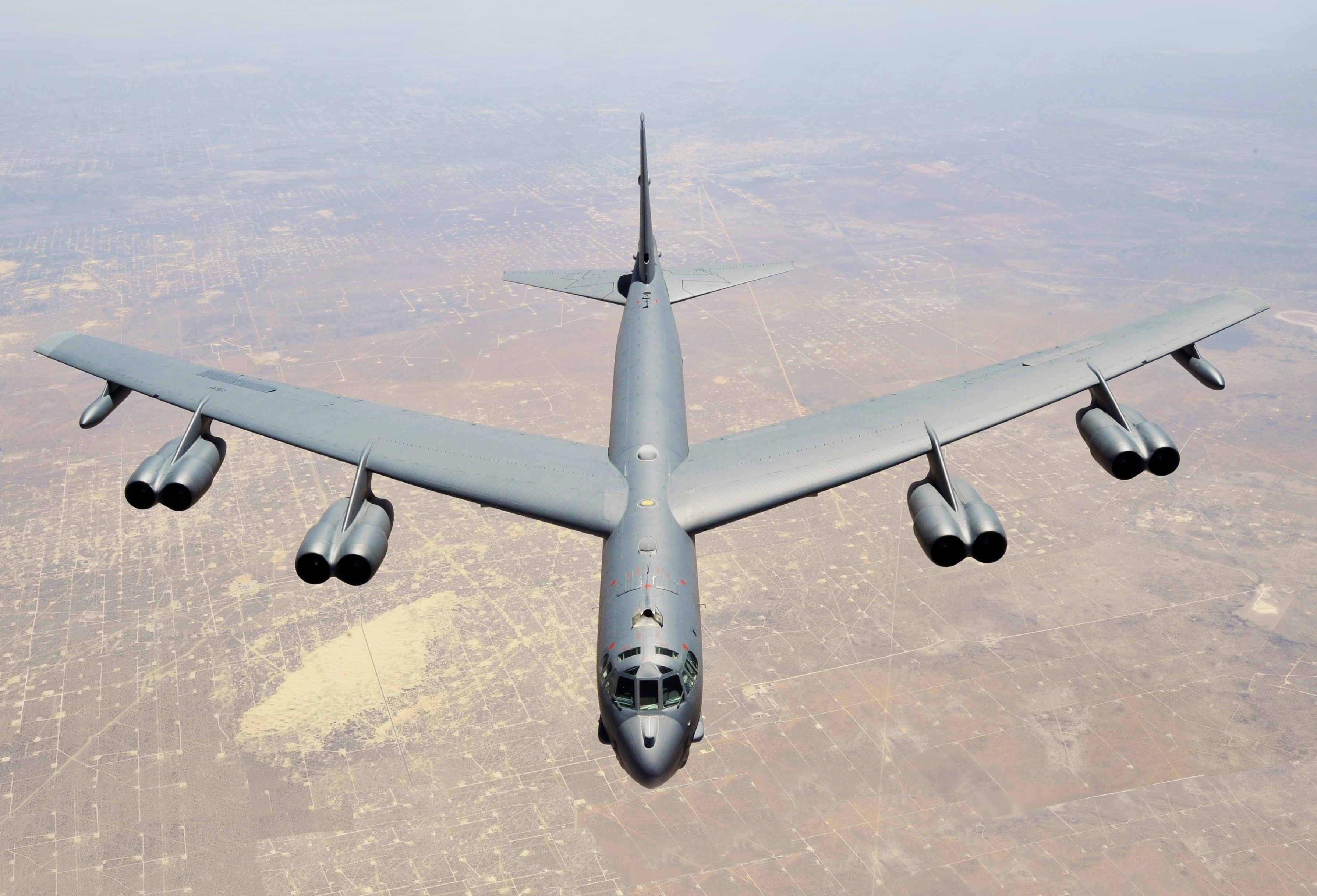
Boeing B-52 Stratofortress attribuée à la 307th Bomb Wing (en).
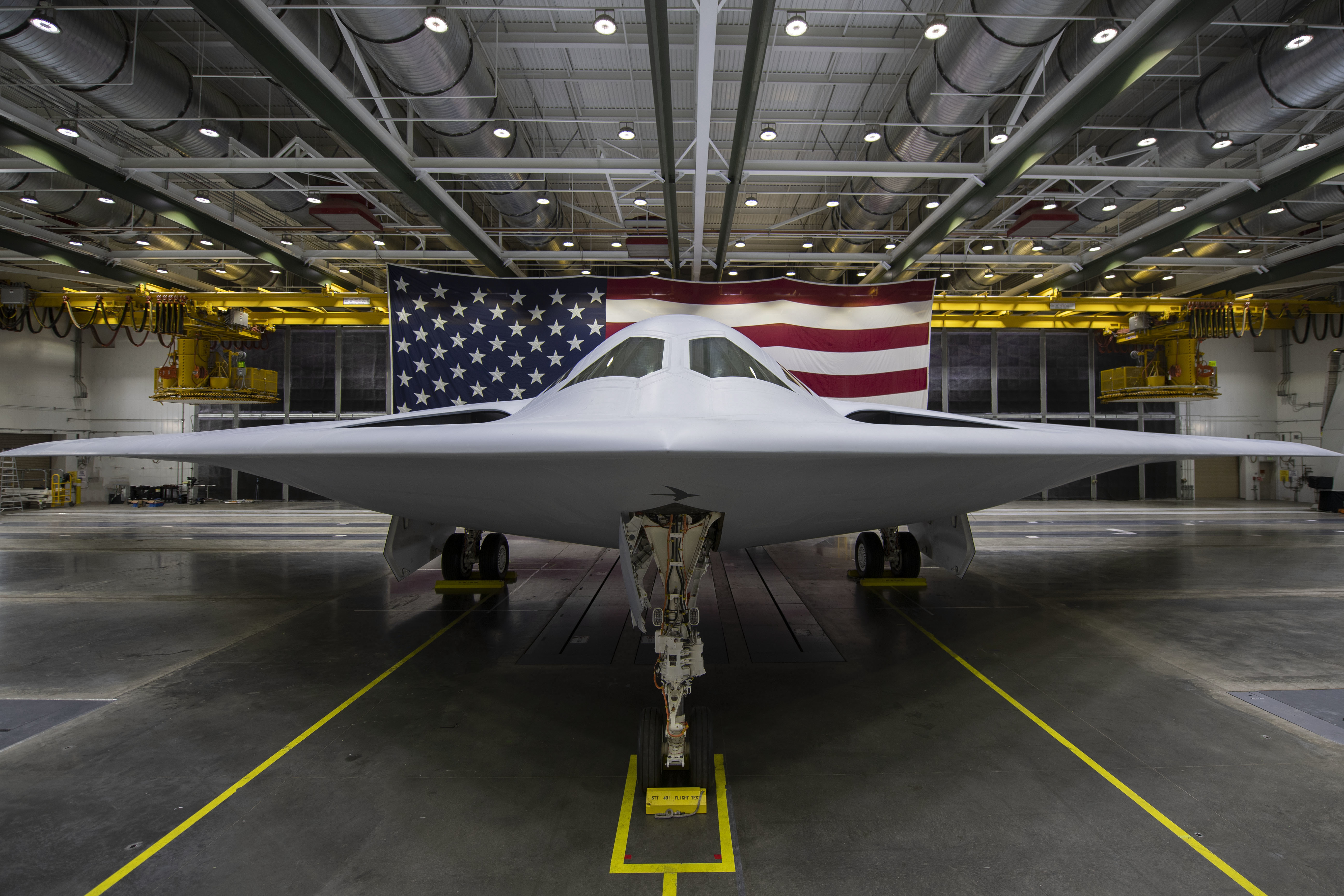
Northrop Grumman B-21 Raider. Présentation du premier B-21 le 2 décembre 2022.

## Décorations
Silver Star

Air Medal

Bronze Star

Air Force Distinguished Service Medal

Combat Readiness Medal

Flammes de campagne :

World War II – European-African-Middle Eastern Theater

World War II – Asiatic-Pacific Theater

Air Force Outstanding Unit Award with Combat Valor Device

Air Force Outstanding Unit Award

Croix de la Vaillance (Viêt Nam)

## Galerie

Divers sujets
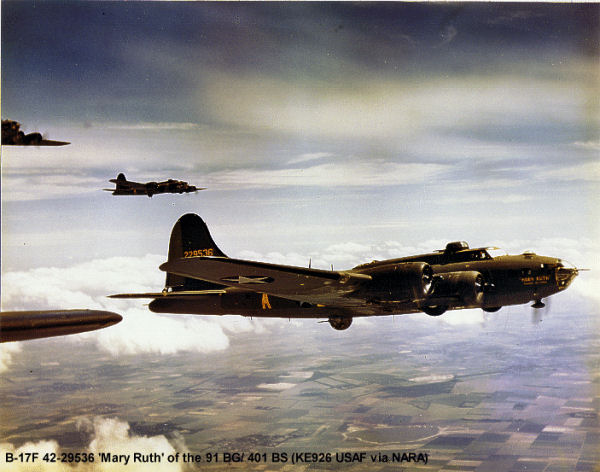
B-17F-60-BO Flying Fortress AAF Ser. No. 42-29536 « Mary Ruth », Memories of Mobile, 401st Bomb Squadron, abattu par des chasseurs au-dessus de Hüls, en Allemagne, le 22 juin 1943, avec deux tués et huit capturés.
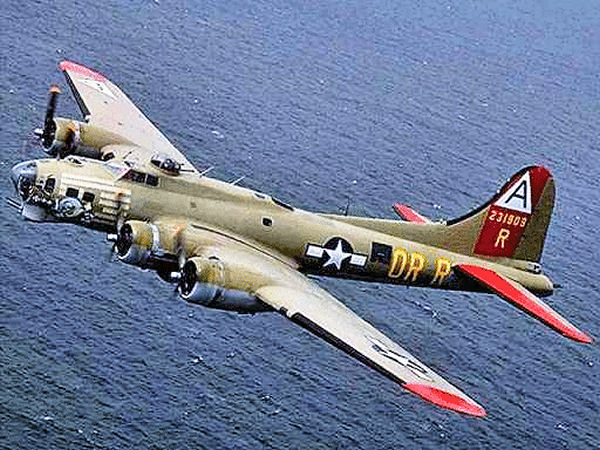
B-17G AAF N° de série 44-83575 restauré en configuration militaire et volant sous le numéro de série AAF 42-31909.
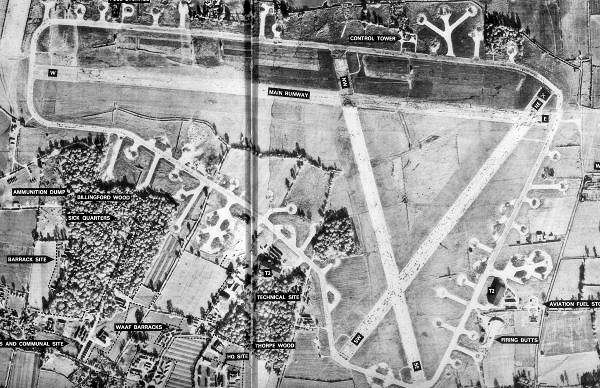
Aérodrome de Thorpe Abbots - 13 novembre 1946.
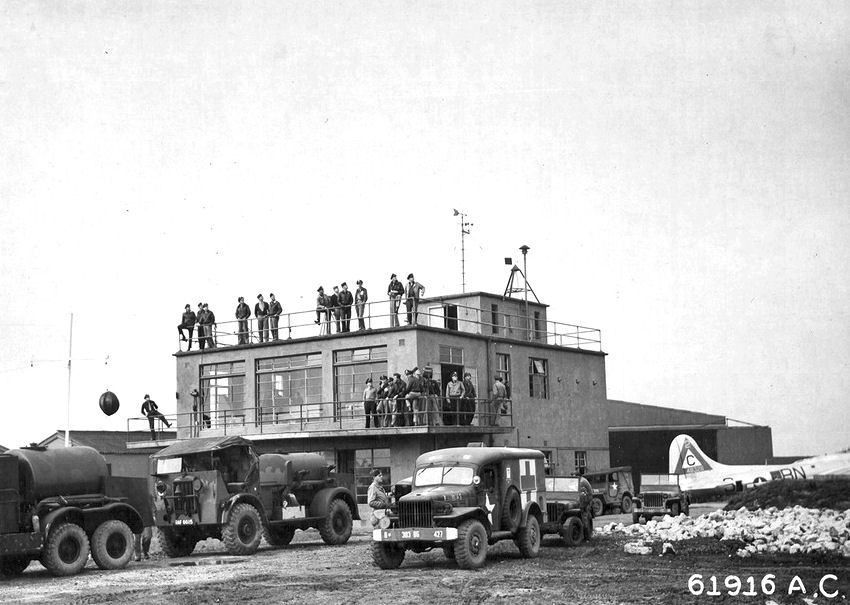
Tour de contrôle de la RAF Molesworth, prise le 28 septembre 1944, avec le personnel de l’escadre attendant le retour du 303e groupe de bombardement d’une mission.
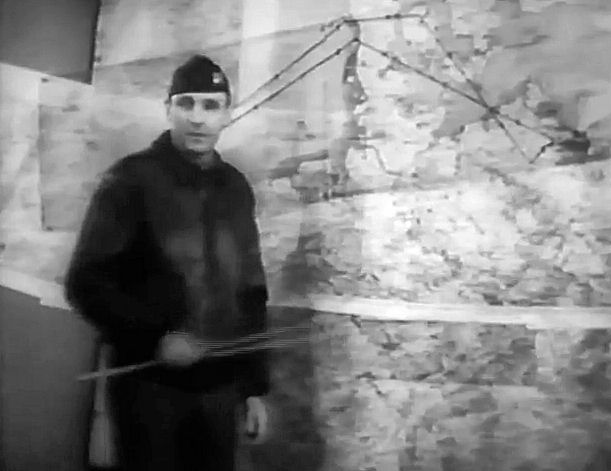
Briefing d’avant-mission, le 9 octobre 1944 avant le raid du 303e groupe de bombardement sur Anklam, en Allemagne, pour attaquer l’usine de composants d’avions d’Arado.
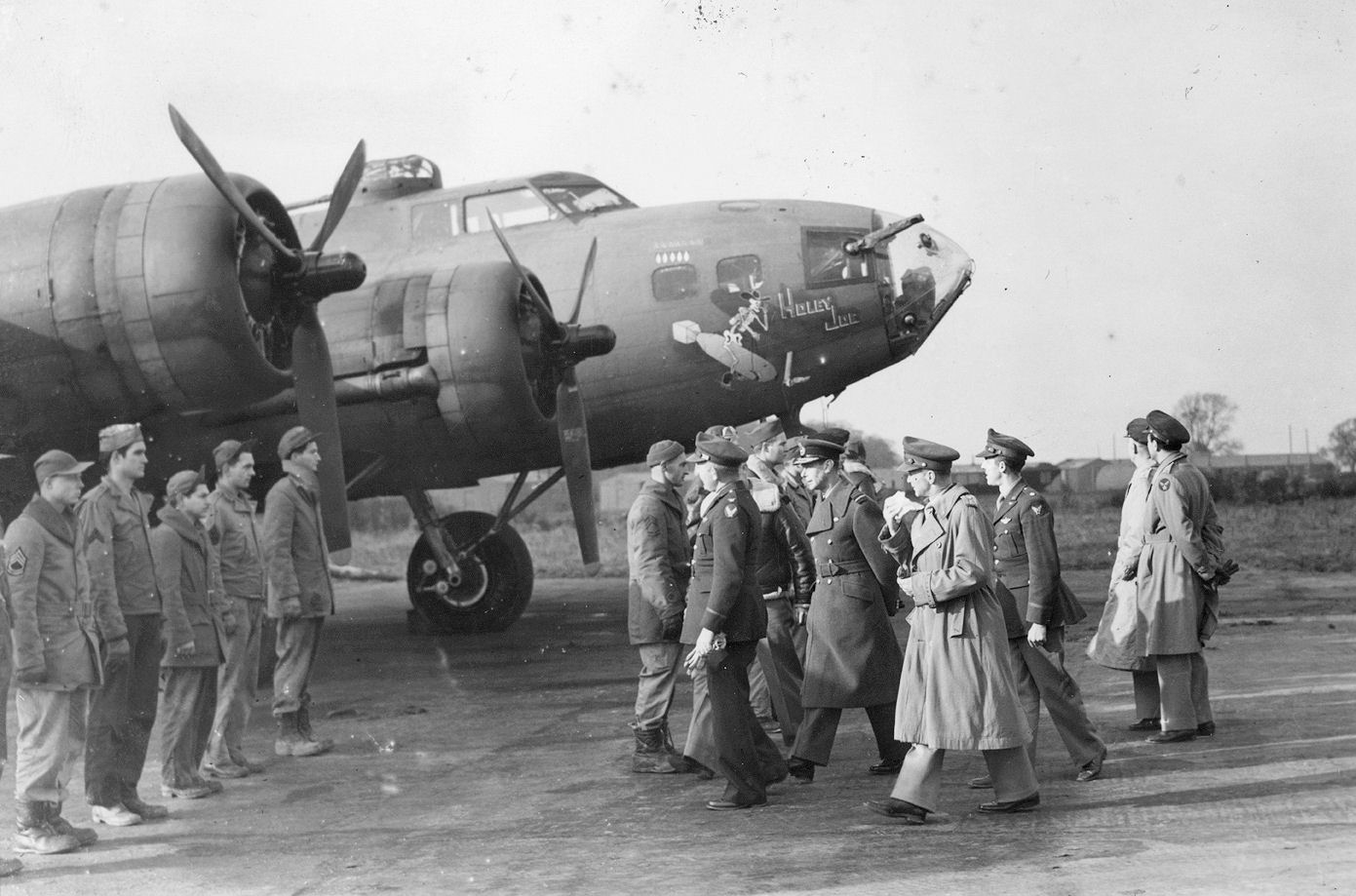
Le roi George VI passe devant un B-17 Flying Fortress (numéro de série AAF 41-24352) surnommé « Holey Joe » alors qu’il rencontre le personnel du 301st Bomb Group lors d’une visite royale à Chelveston le 14 novembre 1942.
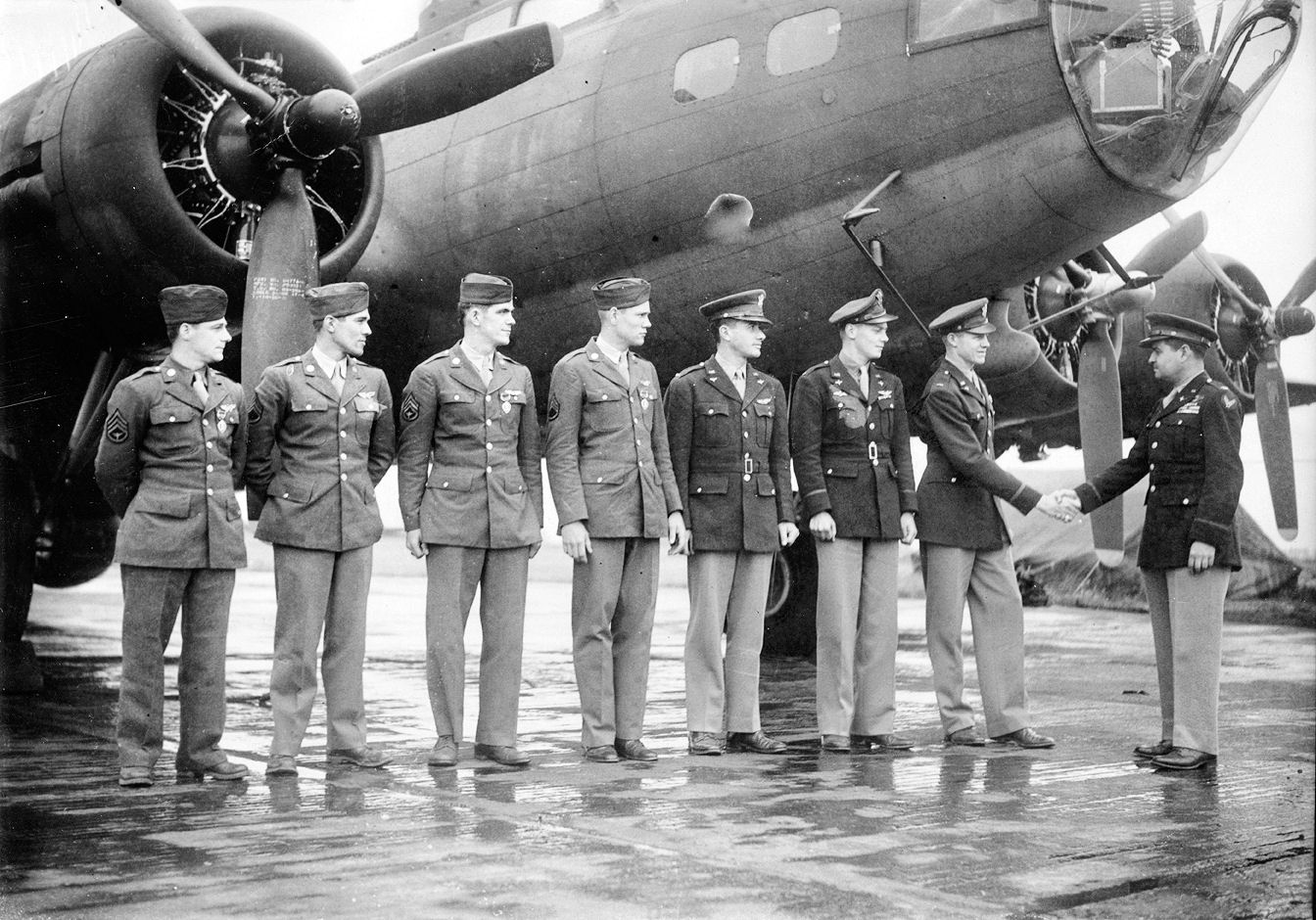
Le colonel Curtis LeMay félicite officiellement l’équipage d’un bombardier du 305th Bomb Group devant leur B-17 Flying Fortress.
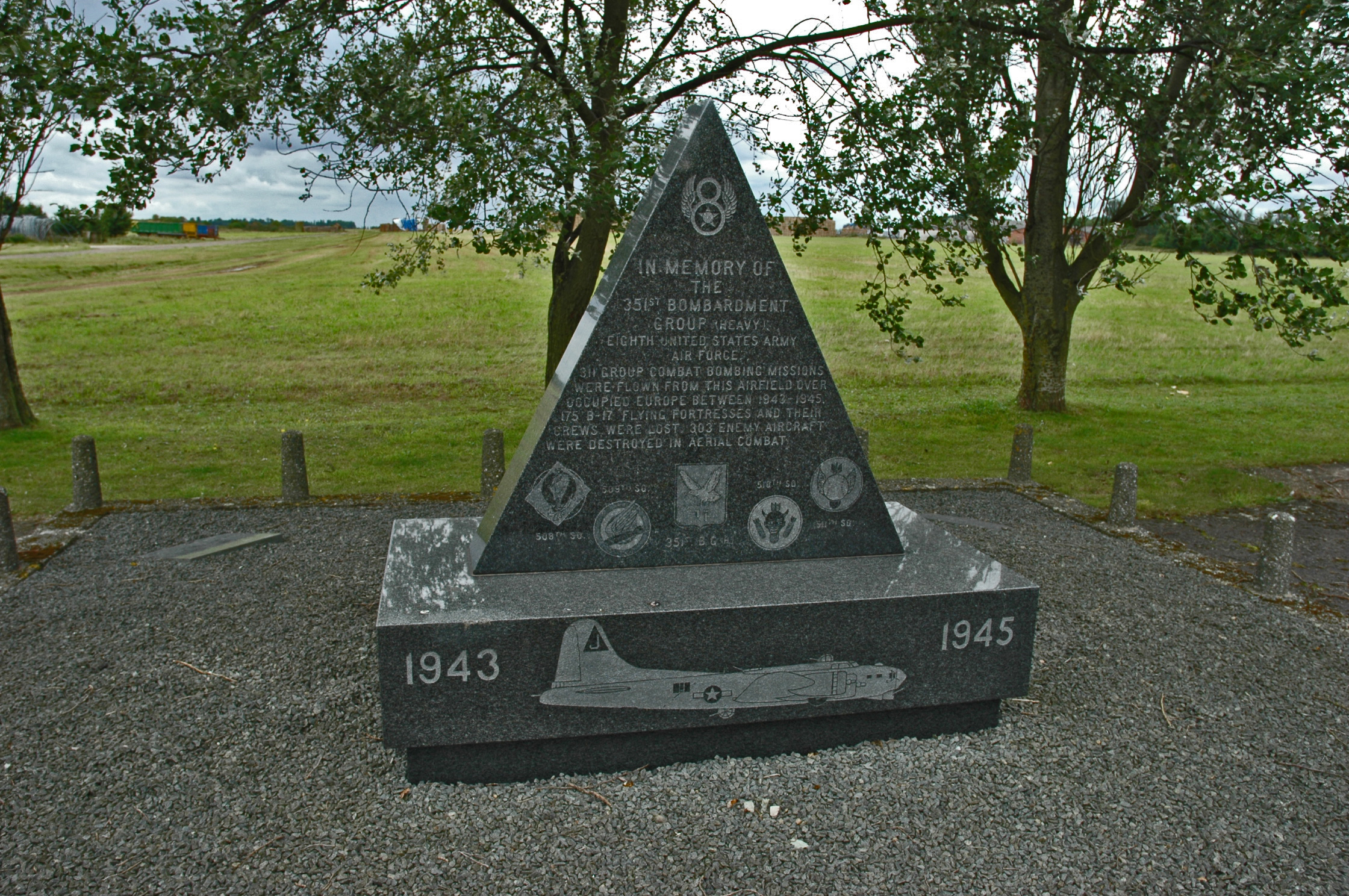
Mémorial du 351e groupe de bombardement. RAF Polebrook.
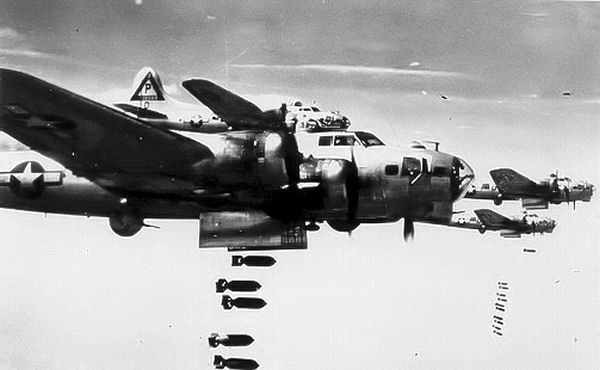
Des B-17 du 384th Bomb Group, volant au départ de l'aérodrome de Grafton Underwood, en Angleterre, lors d'un bombardement.
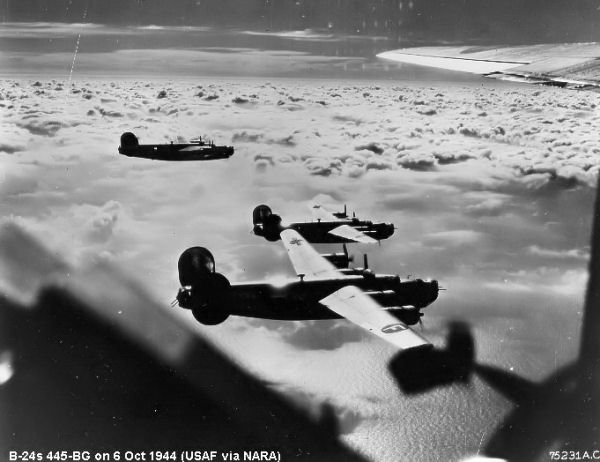
B-24 du 445th Bombardment Group, basé à RAF Tibenham, en Angleterre. 6 octobre 1944.
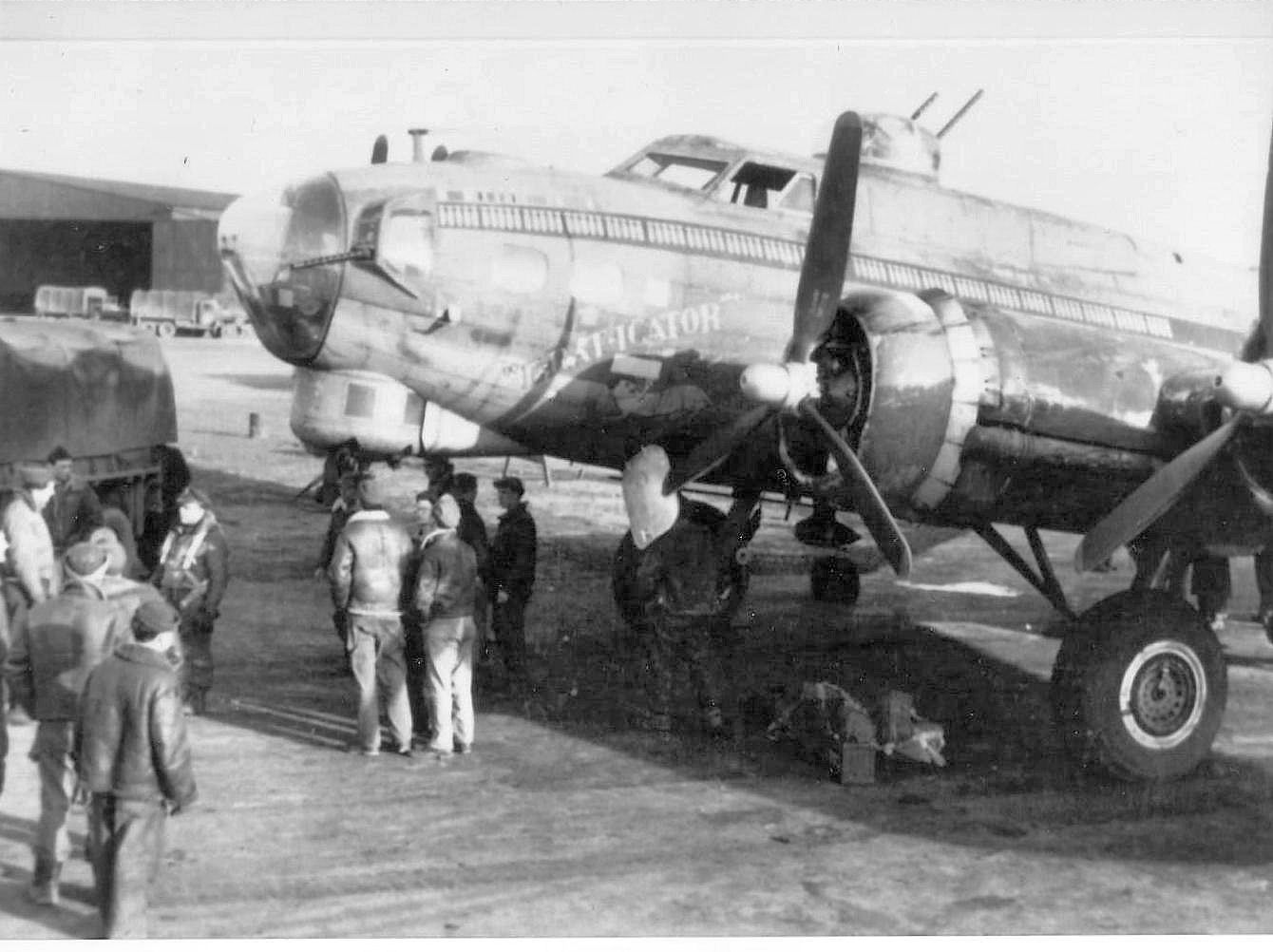
B-17G-10-VE n° 42-39970 « E-Rat-Icator » 452nd Bomb Group - 730th Bomb Squadron. Photo prise au retour de sa 100ème mission.
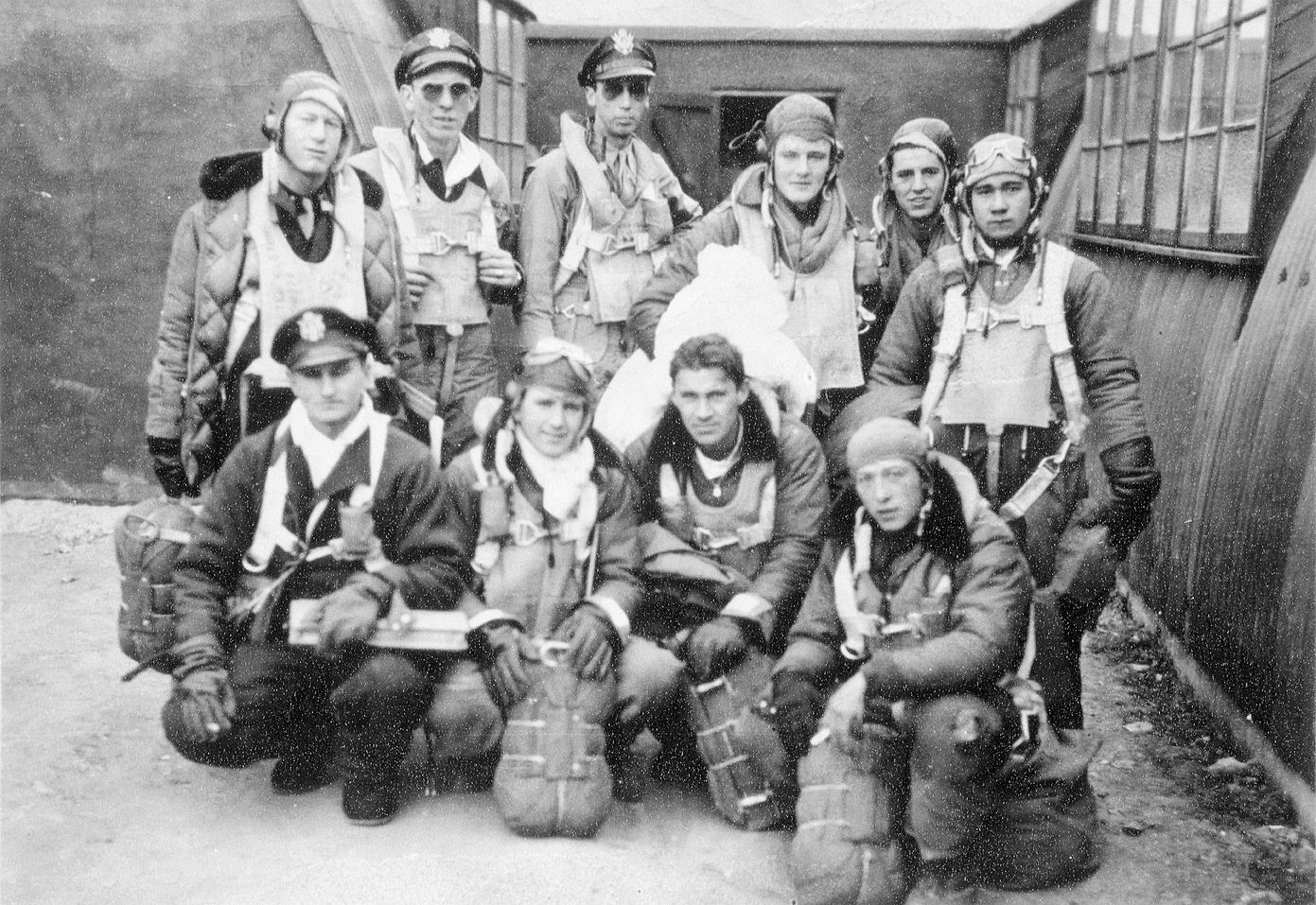
Un équipage de bombardier du 452nd Bomb Group au retour de la mission de Romilly en France[47].
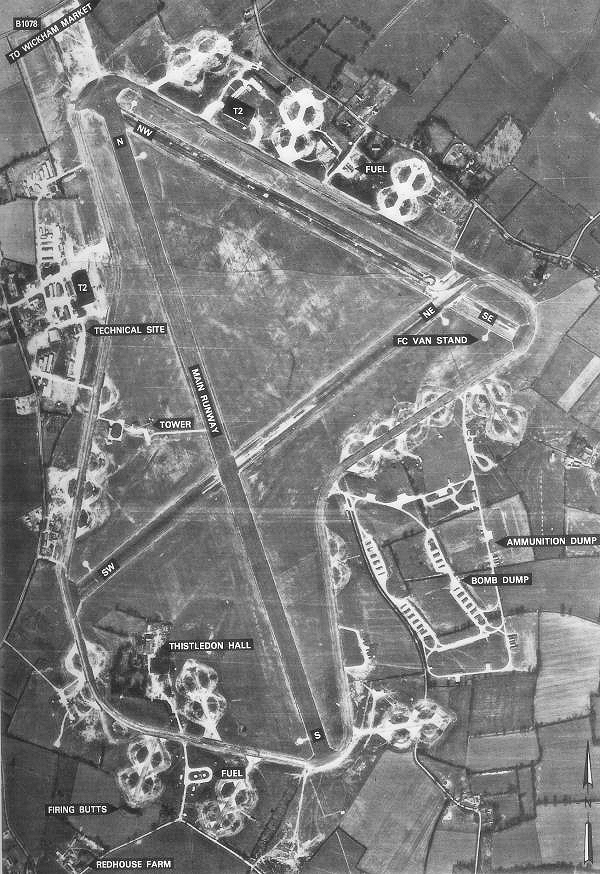
Photo aérienne de l’aérodrome de Debach - 15 avril 1946.
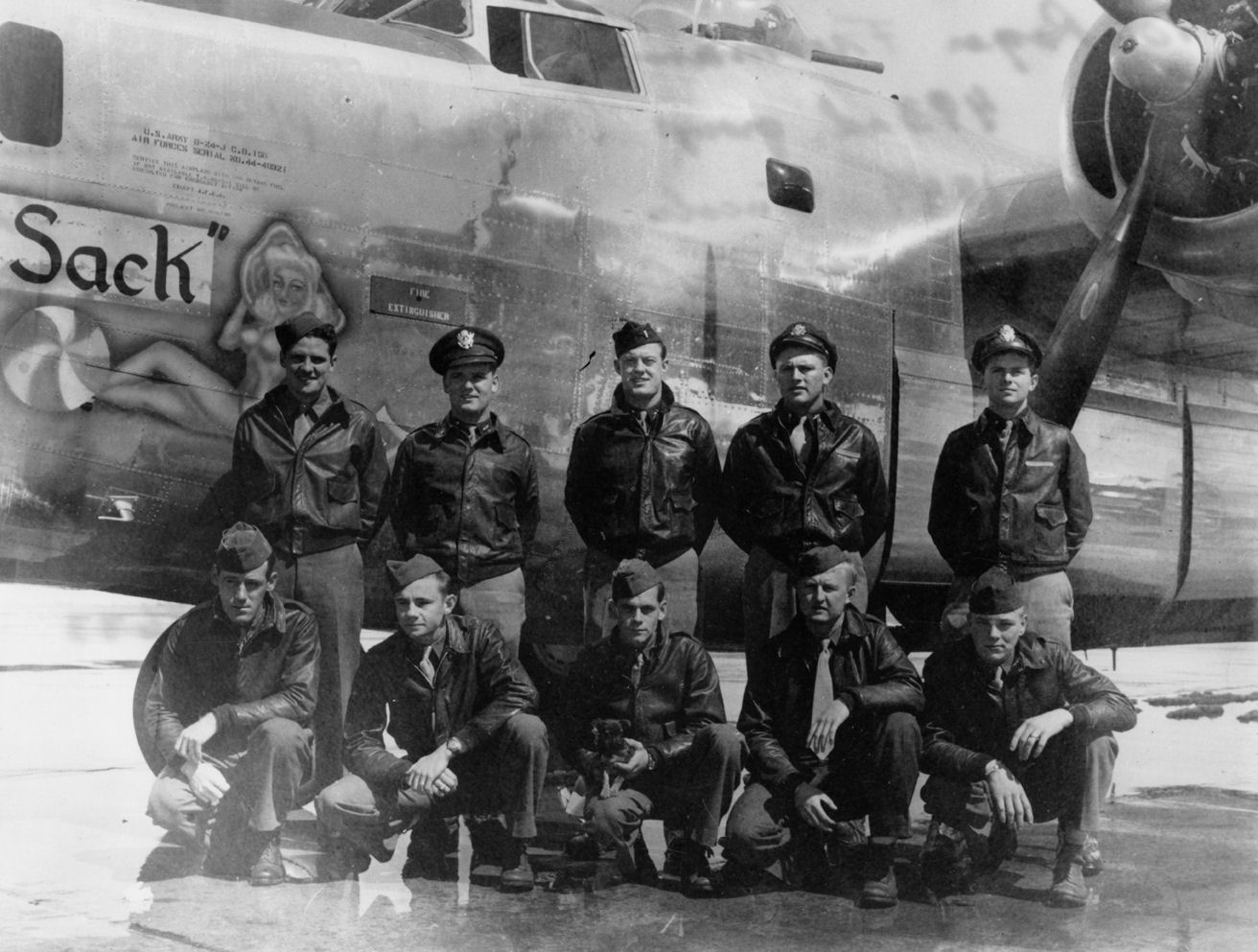
Photo de l'équipage du 493d Bombardment Group Consolidated B-24J Liberator 44-40321 « Old Sack », RAF Debach, photo prise au printemps 1944.
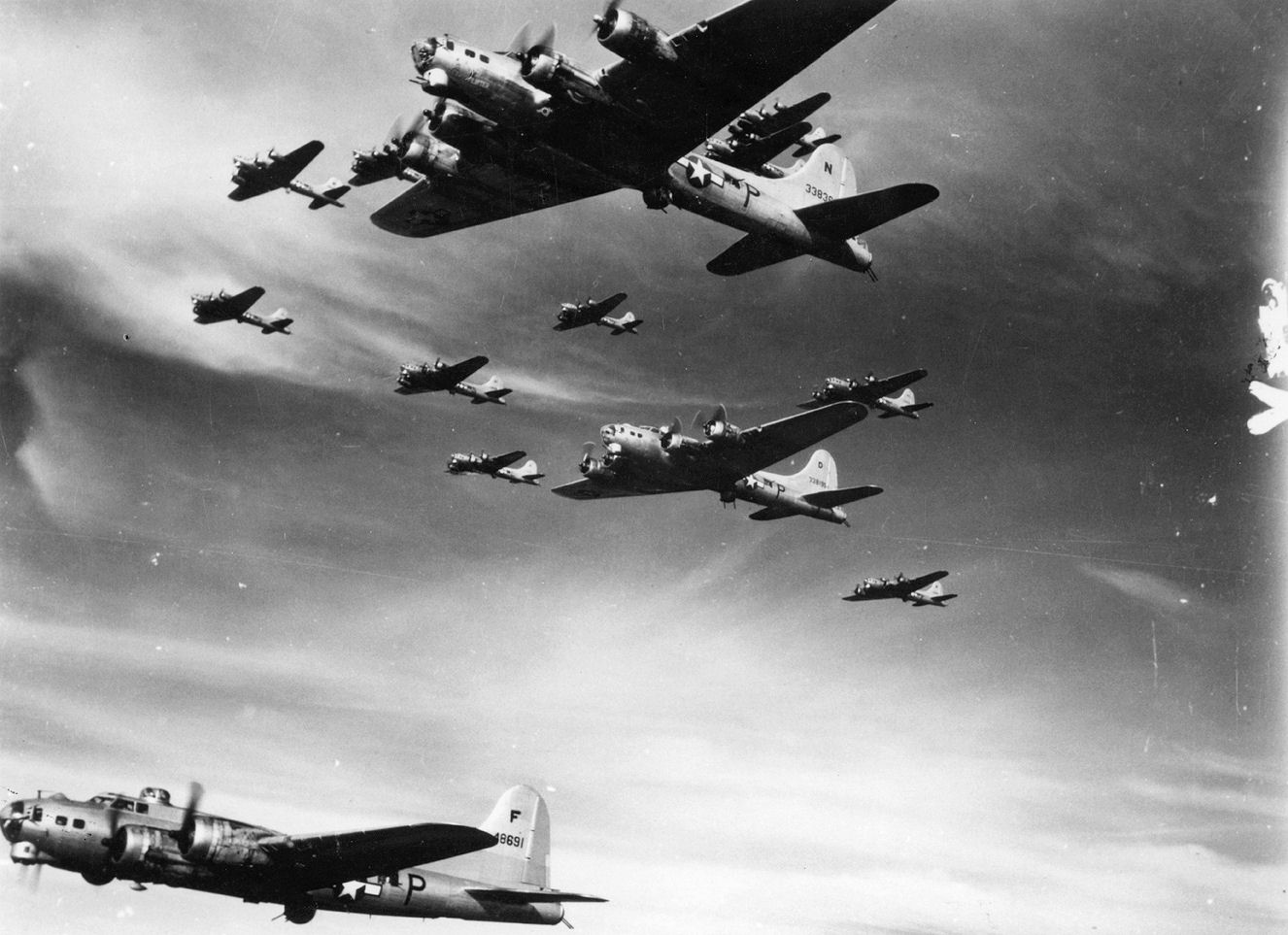
Formation du 493e groupe de bombardement, B-17 Flying Fortress à 27 900 pieds, au-dessus de Schleissmen, en Allemagne, le 9 avril 1945.
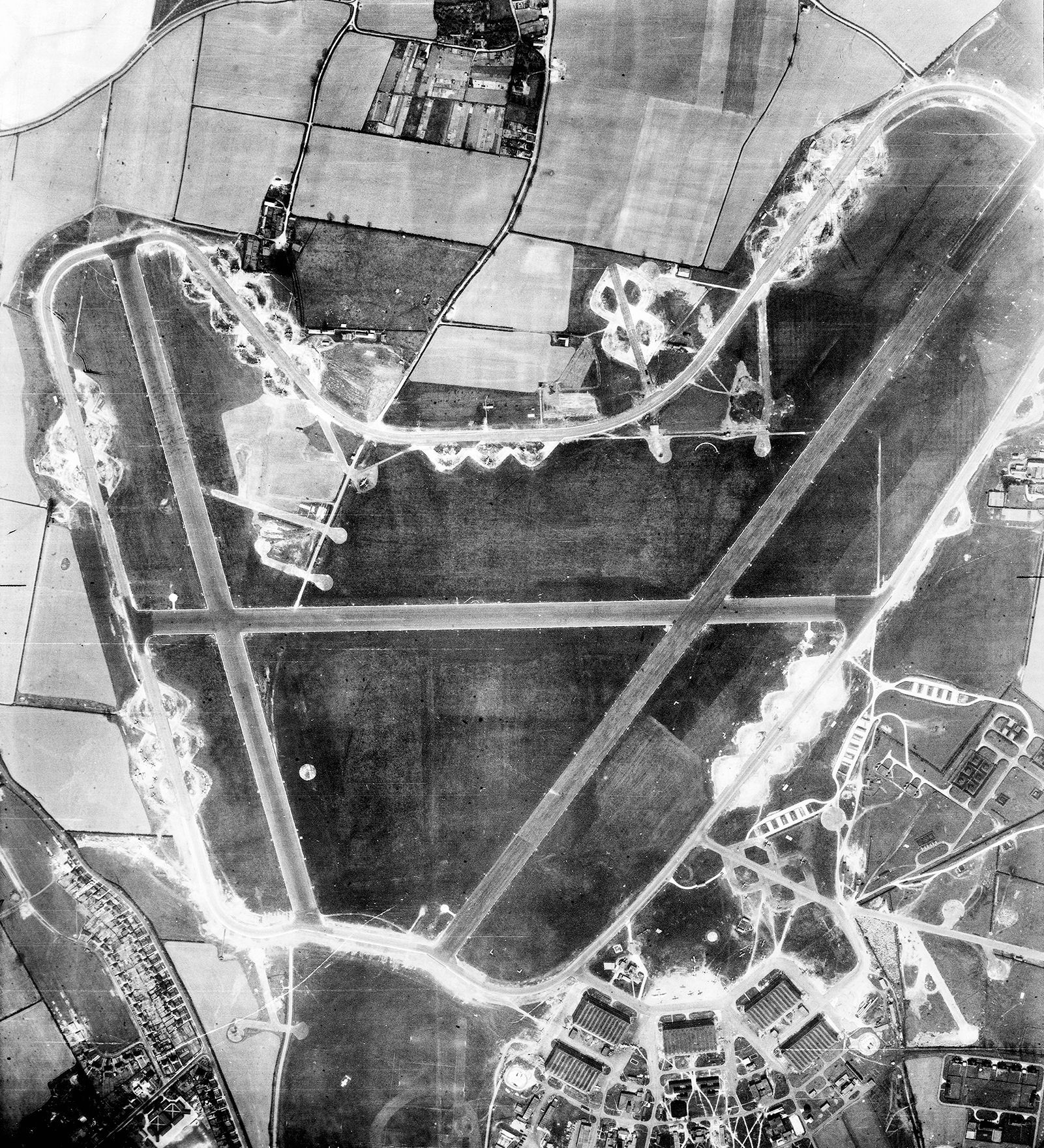
Photographie aérienne de l'aérodrome de la RAF Horsham St Faith, le 16 avril 1946, prise par le 541e Escadron, numéro de sortie RAF/106G/UK/1428. Patrimoine anglais (RAF Photography).
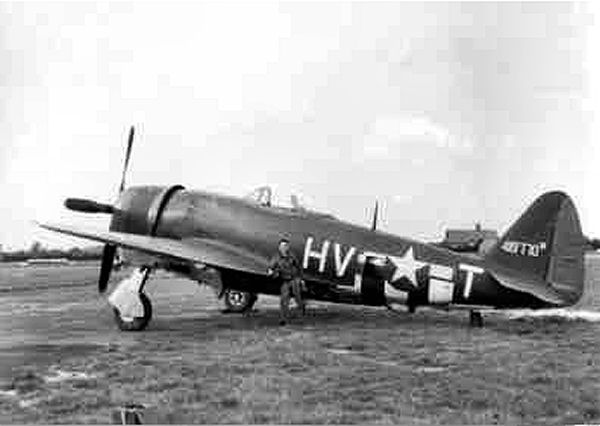
P-47 du 61e Escadron de chasse, 56e Groupe de chasse, à RAF Halesworth, Angleterre, Seconde Guerre mondiale[48].
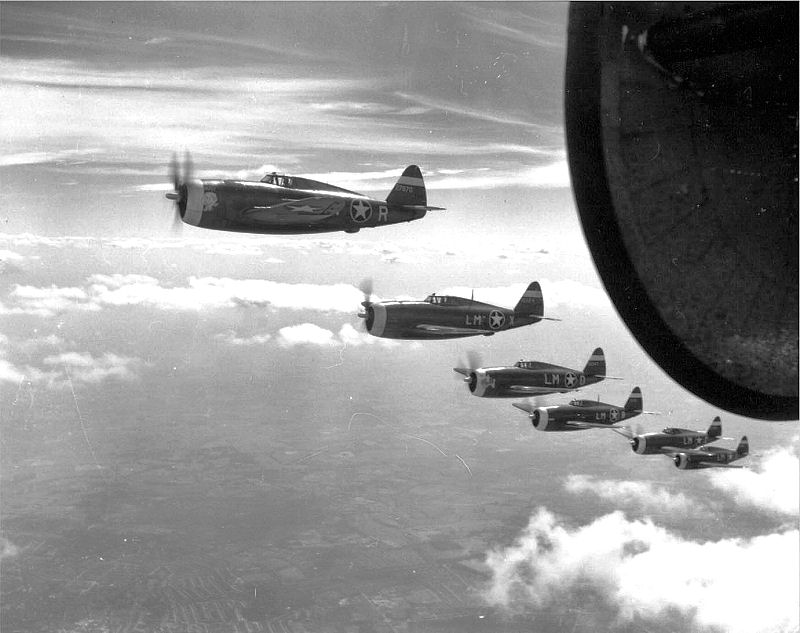
P-47 Thunderbolts du 62e Escadron de chasse en mission d’escorte, 1943.
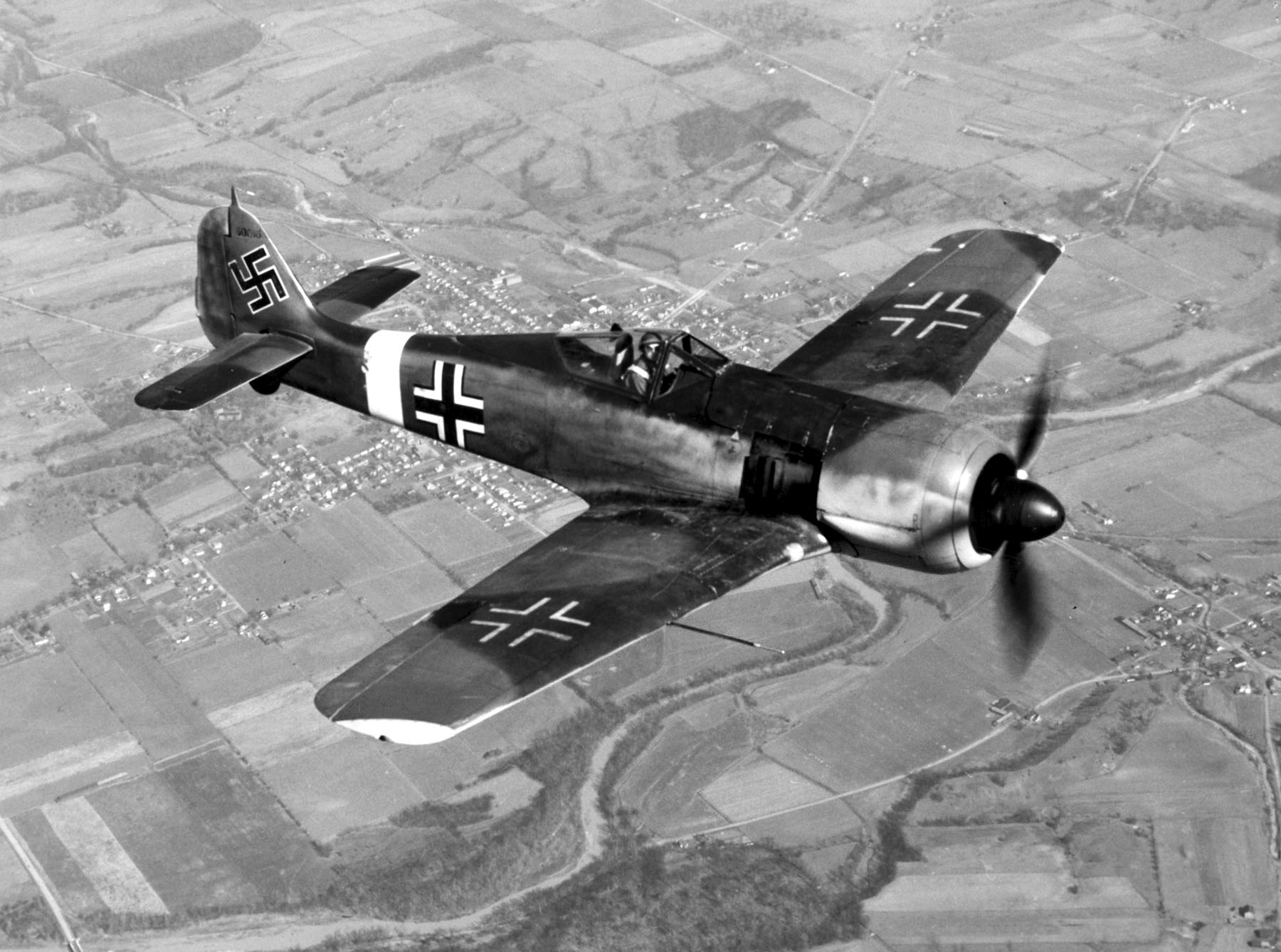
Un Focke-Wulf Fw 190A capturé avec des répliques de l’insigne de la Luftwaffe, vers 1942-1943.
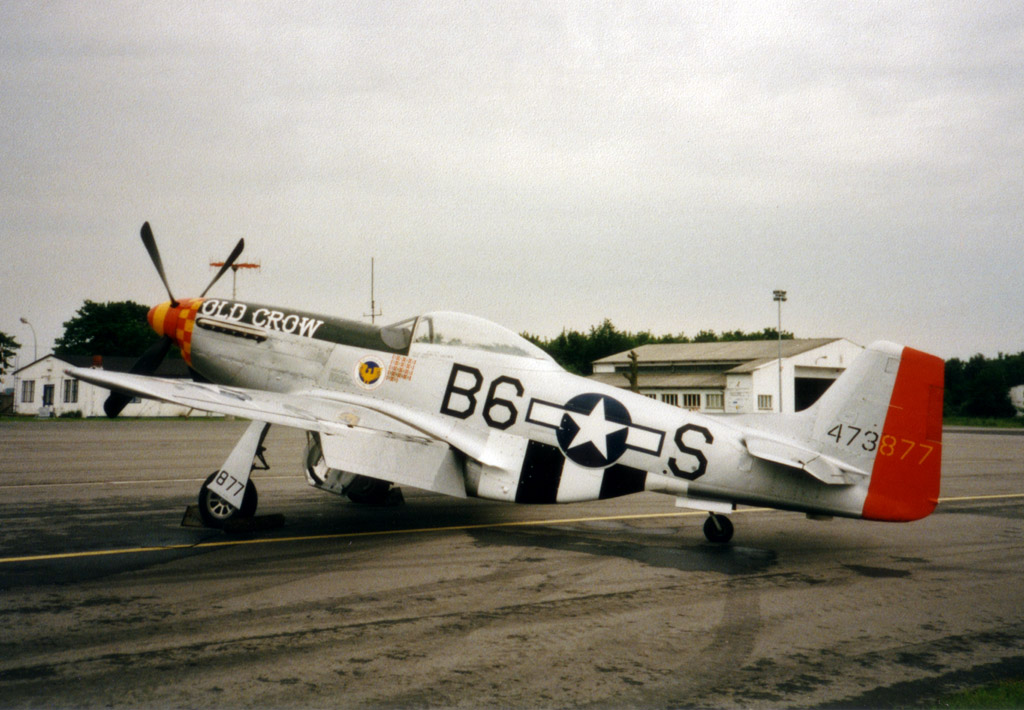
P-51D (au couleur du P-51B-15NA immatriculé n° 324324 B6+S surnommé Old Crow, de l'As Captain Clarence E. "Bud" Anderson Jr. ayant 18 victoires confirmées appartenant au 335th Fighter Squadron, 357th Fighter Group, 8th Air Force)[49].
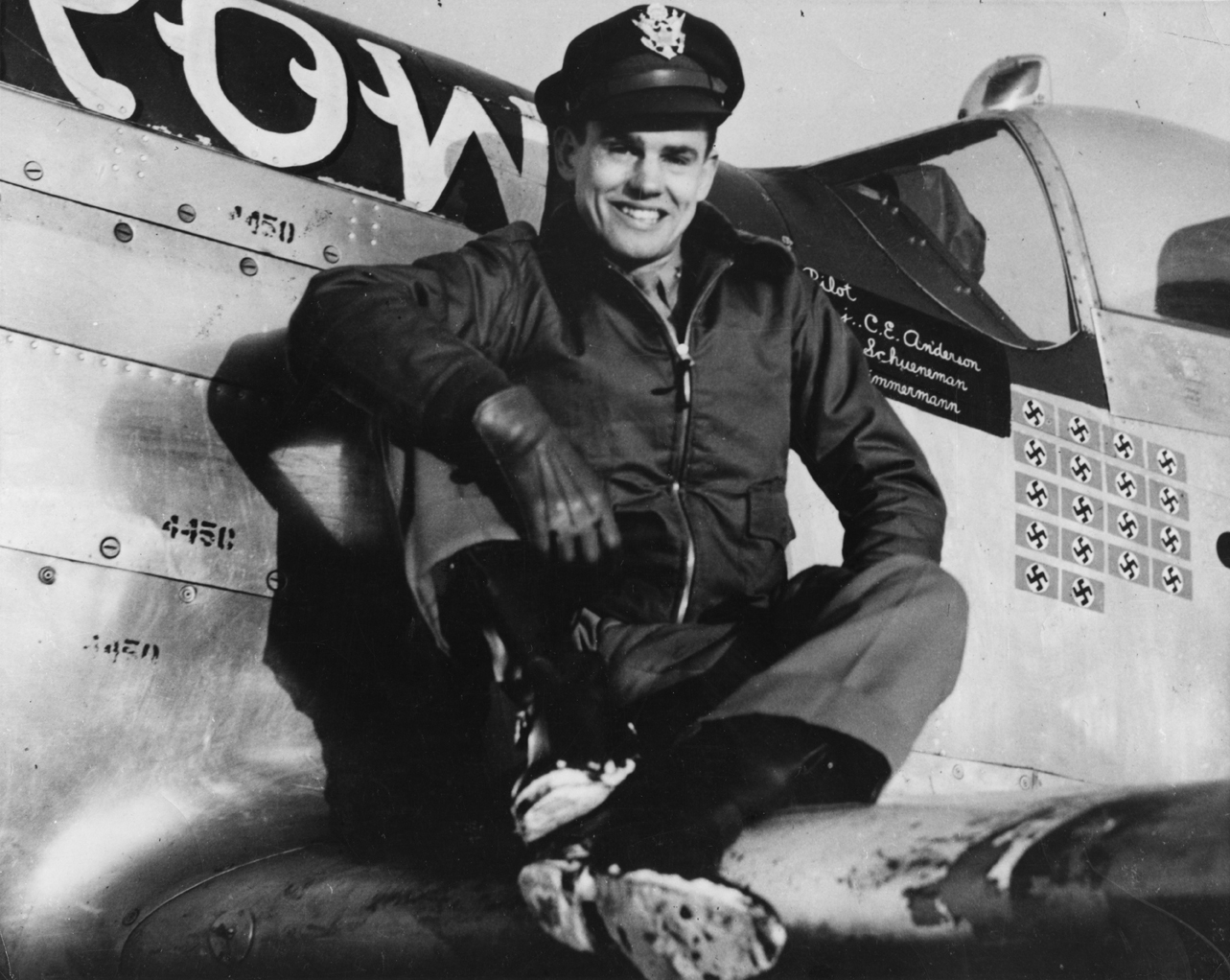
Le capitaine Clarence E. Jr. « Bud » Anderson, as du 357e groupe de chasse (en), est assis sur l’aile de son P-51 Mustang (B6-S, numéro de série 44-14450) surnommé « Old Crow ».
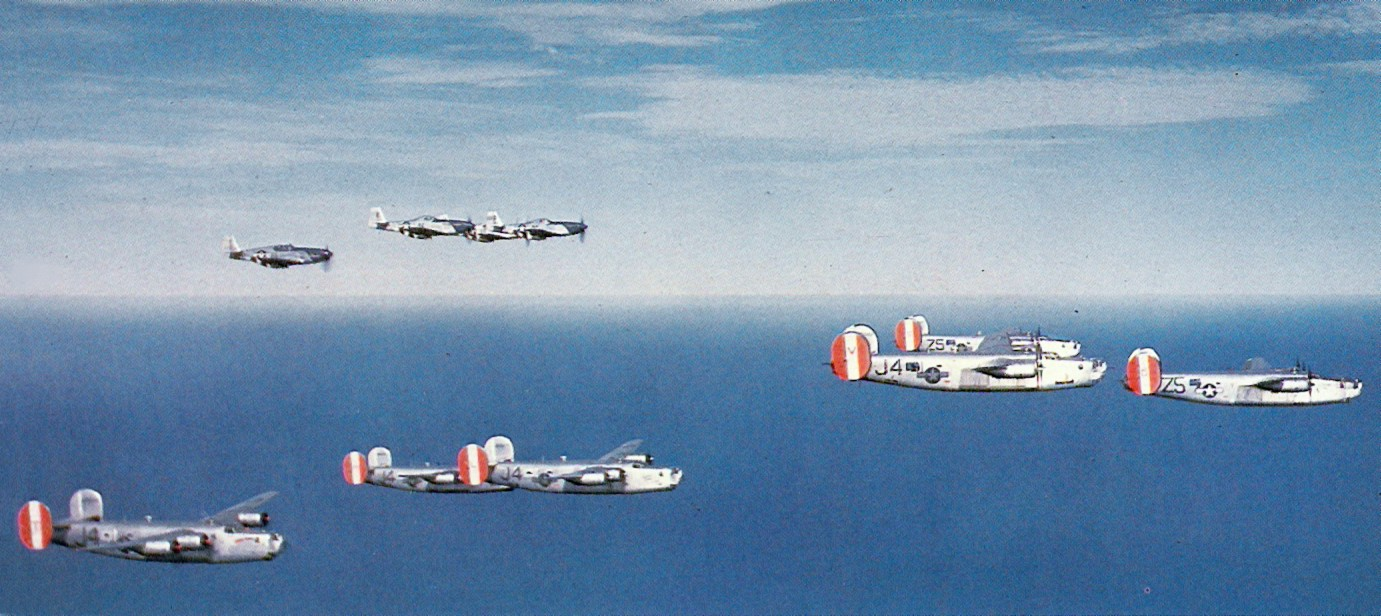
Bombardiers B-24H Liberator consolidés de l'US Army Air Force du 458th Bombardment Group (Heavy), basés à RAF Horsham St Faith, en Angleterre, au-dessus de la mer du Nord avec une escorte rapprochée de Mustangs P-51B/D nord-américains du 352nd Fighter Group. en 1944/45. Les B-24 visibles appartenaient au 753e Escadron de bombardement (lourd) et au 754e Escadron de bombardement (lourd).